# Najac
Pour les articles homonymes, voir Najac.
Najac est une commune française située dans l'ouest du département de l'Aveyron, en région Occitanie.
Le patrimoine architectural de la commune comprend six immeubles protégés au titre des monuments historiques : la Fontaine, classée en 1910, l'église Saint-Jean, classée en 1924, le château, classé en 1925, la Porte de ville, inscrite en 1928, la maison du Sénéchal, inscrite en 1979, et le pont Saint-Blaise, classé en 1987.

## Géographie

### Localisation
La commune est limitrophe du département de Tarn-et-Garonne.

### Communes limitrophes
Les communes limitrophes sont La Fouillade, Monteils, Saint-André-de-Najac, Castanet, Ginals, Laguépie, Varen et Verfeil.
| Castanet (Tarn-et-Garonne)           | Monteils                   |                      |
| Ginals (Tarn-et-Garonne)             | Najac                      | La Fouillade         |
| Verfeil (T.-et-G.), Varen (T.-et-G.) | Laguépie (Tarn-et-Garonne) | Saint-André-de-Najac |

### Géologie et relief
La superficie de la commune est de 5 388 hectares ; son altitude varie entre 158 et 507 mètres.
Le territoire de la commune matérialise une fraction sud du Massif central. Il s'étend sur une partie des gorges de l'Aveyron, à l'extrémité Sud de la grande faille de Villefranche-de-Rouergue (Sud-Sud-Ouest, Nord-Nord-Est) qui oriente le cours de l'Aveyron.
Les roches affleurantes sont réparties en compartiments délimités par la faille de Villefranche et une seconde moins étendue qui lui est parallèle. On trouve perpendiculairement aux failles (de l'Est vers l'Ouest) des terrains imperméables :
- des roches métamorphiques et magmatiques ;
- des schistes et grès du carbonifère. Ces roches, prélevées sur place, ont servi à bâtir la base du château ;
- des poudingues, grès et argilites (mélange d'argile et de quartz) du Trias et de l'Infra-Lias. Situées en rive droite de l'Aveyron, ces roches ont été acheminées de l'autre côté de la rivière pour la construction de la partie supérieure du château.

### Climat
Pour des articles plus généraux, voir Climat de l'Occitanie et Climat de l'Aveyron.
En 2010, le climat de la commune est de type climat océanique altéré, selon une étude s'appuyant sur une série de données couvrant la période 1971-2000. En 2020, Météo-France publie une typologie des climats de la France métropolitaine dans laquelle la commune est exposée à un climat océanique altéré et est dans une zone de transition entre les régions climatiques « Aquitaine, Gascogne » et « Sud-est du Massif Central ».
Pour la période 1971-2000, la température annuelle moyenne est de 12,3 °C, avec une amplitude thermique annuelle de 15,7 °C. Le cumul annuel moyen de précipitations est de 943 mm, avec 11 jours de précipitations en janvier et 5,9 jours en juillet. Pour la période 1991-2020, la température moyenne annuelle observée sur la station météorologique la plus proche, située sur la commune de Monteils à 7 km à vol d'oiseau, est de 12,8 °C et le cumul annuel moyen de précipitations est de 898,8 mm,. Pour l'avenir, les paramètres climatiques de la commune estimés pour 2050 selon différents scénarios d'émission de gaz à effet de serre sont consultables sur un site dédié publié par Météo-France en novembre 2022.

## Urbanisme

### Typologie
Au 1er janvier 2024, Najac est catégorisée commune rurale à habitat très dispersé, selon la nouvelle grille communale de densité à 7 niveaux définie par l'Insee en 2022.
Elle est située hors unité urbaine et hors attraction des villes,.

### Morphologie urbaine

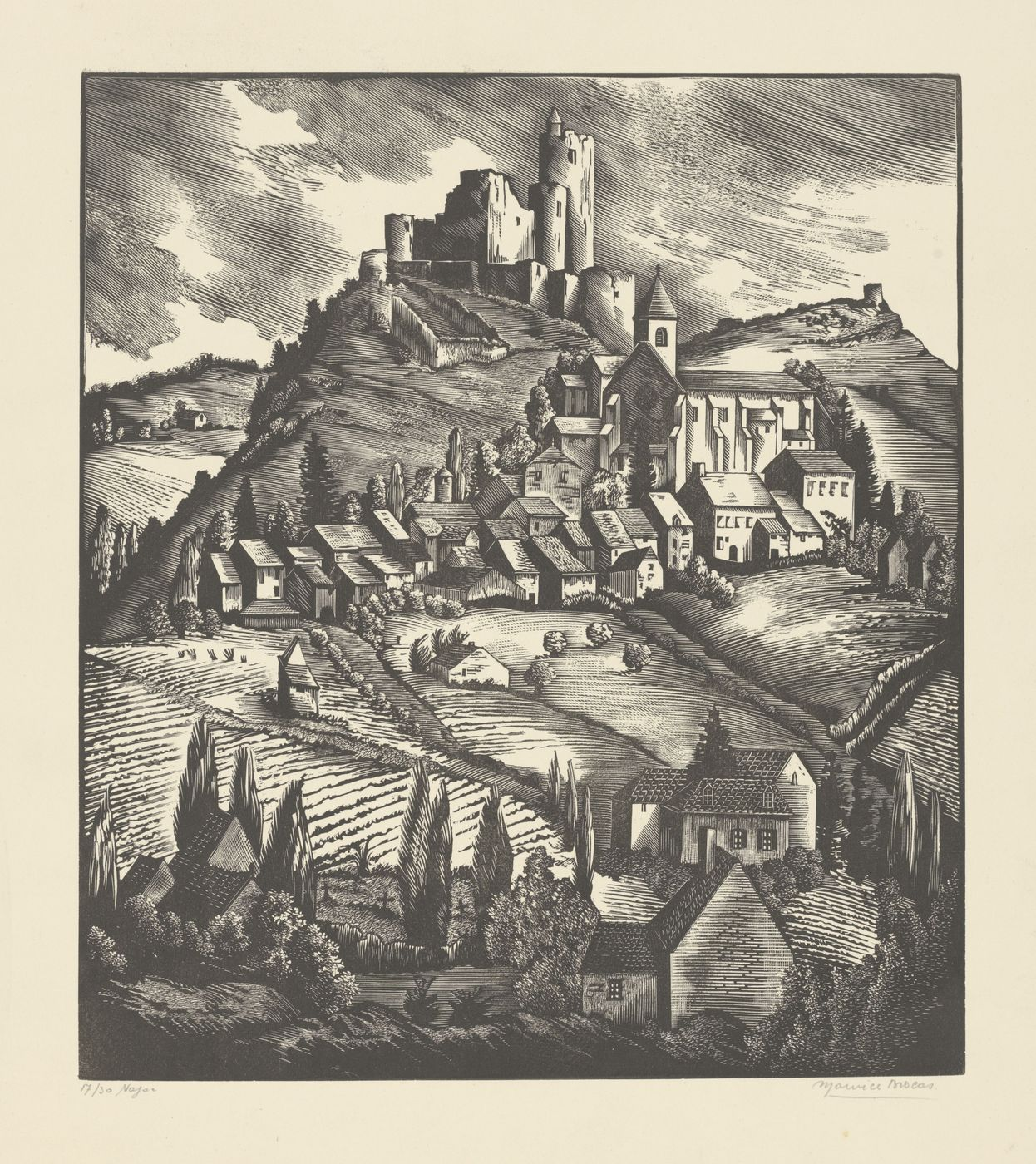
Maurice Brocas, gravure non datée représentant Najac (Bibliothèque royale de Belgique).

### Logement
En 2016, la part des résidences secondaires (42,2%) était supérieure à la part des résidences principales (40,4%).
En 2009, le nombre total de logements dans la commune était de 18 315, alors qu'il était de 15 122 en 1999.
Parmi ces logements, 87,9 % étaient des résidences principales, 1,6 % des résidences secondaires et 10,5 % des logements vacants. Ces logements étaient pour 45,8 % d'entre eux des maisons individuelles et pour 53,7 % des appartements.
La proportion des résidences principales, propriétés de leurs occupants était de 37,4 %, en hausse sensible par rapport à 1999 (29,9 %). La part de logements HLM loués vides (logements sociaux) était toujours inférieure au seuil légal de 20 % et même en baisse : 17,0 % contre 18,8 % en 1999, leur nombre ayant diminué de 721 à 705.

## Histoire

### Moyen Âge
Le bourg, chef-lieu de la commune est l'une des cinq bastides du Rouergue.
Najac était le siège d'une viguerie qui fut par la suite transformée en tribunal d'appeaux et siège d'un bailliage dont dépendaient trente-neuf paroisses. Le siège de la justice du Rouergue qui se trouvait primitivement à Najac et qui relevait du comté de Toulouse fut transféré à Villefranche-de-Rouergue après sa fondation par le Sénéchal de Rouergue en 1252. La justice de Najac était exercée au civil par un viguier et juge, assisté de deux lieutenants et d'un procureur du roi ; au criminel par ledit viguier et les consuls de la ville. Ceux-ci étaient seuls maîtres et juges de la police.
En 1252, Jean d'Arcis, il fait exécuter, à Najac, le consul Hugues Paraire après lui avoir confisqué ses biens ainsi qu'à d'autres habitants. cette péripétie a pour origine le refus des seigneurs locaux de faire allégeance au nouveau comte Alphonse, qui récupérait le Rouergue grâce à son mariage avec Jeanne de Toulouse, fille unique de Raymond VII. Une petite révolte à Najac et dans le bailliage, les seigneurs entraînant leurs affidés et les habitants en contestant le nouveau comte, frère du Roi. ils cherchaient à préserver leurs fiefs malmenés sous Raymond VII. Le Sénéchal mal reçu, entama des représailles, la plupart des responsables firent allégeance au Comte donc au roi Louis IX mais ce sont les consuls qui avaient été avec la population entraînés dans cette malencontreuse affaire, qui subirent l'Inquisition (on accusa les Najacois d'hérésie cathare, un prétexte) et Uc Parator (Hugues Paraire) fut roué vif et exécuté. Des punitions furent prononcées (notamment des obligations de pèlerinage) ainsi que la confiscation des biens permettant selon les inquisiteurs de financer la construction d'une nouvelle église (Saint-Jean) en 7 ans, les pèlerinages étant transformés en corvées pour la plupart d'entre eux. L'église fut érigée entre 1253 et 1269. soit 16 ans au lieu de 7 car les bourgeois najacois contestèrent longtemps la confiscation de leurs biens pour financer l'église.
En 1255, le comte Alphonse engage la reconstruction du château de Najac pour en faire une forteresse royale et il confirme une charte de coutumes concédées précédemment aux habitants par le comte Raymond. Un acte, daté de 1243, avec le sceau de la communauté, fait déjà mention de consuls. En 1260 il fait engager la construction du pont Saint-Blaise (le premier pont sur l'Aveyron entre Najac et Saint-Antonin et le pont de la Frégère qui remplace l'ancien gué par lequel passaient les visiteurs et les pèlerins.
À la suite du décès du comte et de sa femme Jeanne, Najac avec le comté Toulousain est érigé en châtellenie royale en 1271.
En 1307, les templiers du Rouergue sont enfermés dans la forteresse.
En 1329, il est fait mention d'un viguier royal établi dans le bourg. Ce dernier remplace rapidement le baile.
En 1368, le duc d'Anjou frère du Roi renouvelle les privilèges accordés à la cité de Najac, ils seront renouvelés jusqu'au XVIIe siècle (par Charles VI et Charles VII, Louis XIV les renouvela faisant apposer son sceau dans toute la ville et en exonérant Najac du logement des gens de guerre).

#### Seigneurie de Najac
Il a existé jusqu'au XIIe siècle une famille de Najac :
- Guillaume de Najac, seigneur du lieu, avait une fille :
- Alixand de Najac, héritière de la seigneurie qu'elle apporte par mariage à Fortanier de Valette, seigneur de Cuzoul, Prévinquières, né à Saint-Antonin, mort en 1190 en Terre-Sainte. Ils eurent six enfants, parmi lesquels :
  - Jourdain de Valette, baptisé en Terre-Sainte, seigneur de Najac.
  - Aymar de Valette, 24e abbé d'Aurillac († 1263).

### Époque moderne
De grands soldats furent capitaines de la forteresse de Najac.
En 1440, Poton de Xaintrailles, un des pricinpaux commandants de l'armeée de Jeanne d'Arc devint capitaine. et en 1525, Galiot de Genouillac, maître de l'artillerie de François Ier et un des vainqueurs de Marignan fut aussi capitaine avant de devenir Gouverneur du Languedoc.

### Époque contemporaine

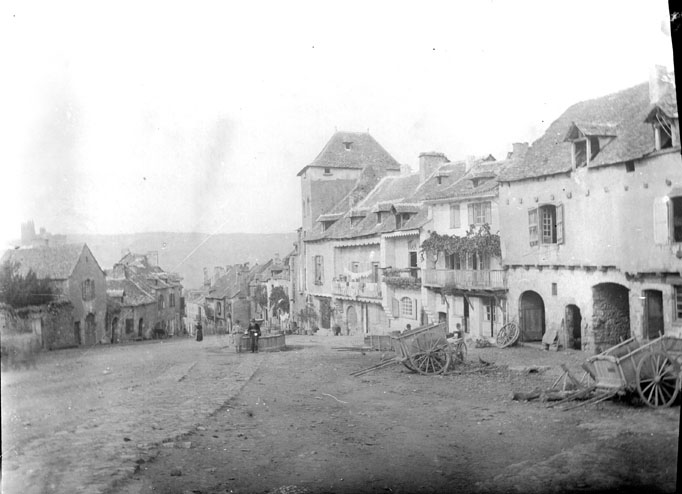
Najac dans les années 1900.

À noter que le 26 février 1965, Najac fusionne avec Villevayre.

## Politique et administration

### Administration municipale
Le nombre d'habitants au dernier recensement étant compris entre 500 et 1 499, le nombre de membres du conseil municipal est de 15.

### Liste des maires
| Période | Période  | Identité          | Étiquette            | Qualité |
| ------- | -------- | ----------------- | -------------------- | --- |
| 1944    | 1953     | Georges Bories    |                      | |
| 1953    | 1965     | Jean Laroussinie  |                      | |
| 1965    | 2008     | Hubert Bouyssière | RI puis UDF puis DVD | Agriculteur Conseiller général de Najac (1957 → 1998) Vice-président du conseil général Maire de Villevayre (1947 → 1965) |
| 2008    | 2020     | Raymond Rébellac  | SE                   | Retraité |
| 2020    | En cours | Gilbert Blanc     | SE                   | Retraité |

### Instances judiciaires et administratives
Najac relève du tribunal d'instance de Rodez, du tribunal de grande instance de Rodez, de la cour d'appel de Montpellier, du tribunal pour enfants de Rodez, du conseil de prud'hommes de Rodez, du tribunal de commerce de Rodez, du tribunal administratif de Toulouse et de la cour administrative d'appel de Bordeaux.

### Jumelages
Au 27 septembre 2013, Najac n'est jumelée avec aucune commune.

## Population et société

### Démographie
L'évolution du nombre d'habitants est connue à travers les recensements de la population effectués dans la commune depuis 1793. Pour les communes de moins de 10 000 habitants, une enquête de recensement portant sur toute la population est réalisée tous les cinq ans, les populations de référence des années intermédiaires étant quant à elles estimées par interpolation ou extrapolation. Pour la commune, le premier recensement exhaustif entrant dans le cadre du nouveau dispositif a été réalisé en 2008.

En 2022, la commune comptait 736 habitants, en évolution de +5,44 % par rapport à 2016 (Aveyron : +0,37 %, France hors Mayotte : +2,11 %).
| 1793  | 1800  | 1806  | 1821  | 1831  | 1836  | 1841  | 1846  | 1851  |
| ----- | ----- | ----- | ----- | ----- | ----- | ----- | ----- | ----- |
| 2 029 | 2 181 | 2 157 | 2 251 | 2 417 | 2 201 | 2 070 | 2 130 | 2 189 |

| 1856  | 1861  | 1866  | 1872  | 1876  | 1881  | 1886  | 1891  | 1896  |
| ----- | ----- | ----- | ----- | ----- | ----- | ----- | ----- | ----- |
| 2 388 | 2 406 | 2 415 | 2 455 | 2 266 | 2 040 | 2 029 | 1 870 | 1 771 |

| 1901  | 1906  | 1911  | 1921  | 1926  | 1931  | 1936  | 1946 | 1954 |
| ----- | ----- | ----- | ----- | ----- | ----- | ----- | ---- | ---- |
| 1 660 | 1 623 | 1 515 | 1 246 | 1 207 | 1 138 | 1 098 | 996  | 825  |

| 1962 | 1968  | 1975 | 1982 | 1990 | 1999 | 2006 | 2008 | 2013 |
| ---- | ----- | ---- | ---- | ---- | ---- | ---- | ---- | ---- |
| 767  | 1 029 | 928  | 818  | 766  | 744  | 751  | 752  | 720  |

| 2018 | 2022 | - | - | - | - | - | - | - |
| ---- | ---- | - | - | - | - | - | - | - |
| 697  | 736  | - | - | - | - | - | - | - |

Au début du XXe siècle, la commune comptait 1 660 habitants. Elle absorbe la commune de Villevayre en 1965.

### Enseignement
Najac est située dans l'académie de Toulouse.
Elle administre une seule et unique école primaire communale (école maternelle + école élémentaire) baptisée "École Publique Jean Bouyssou" (du nom d'un ancien instituteur). Cette école comptait 40 élèves en 2012-2013 et ne compte plus que 20 élèves en 2016-2017 (classe unique depuis la rentrée scolaire 2016), malgré la fermeture de l'école primaire privée avec laquelle elle a longtemps co-existé.
Les collèges (public et privé) les plus proches sont situés à La Fouillade. Les lycées (public et privé) les plus proches sont situés à Villefranche de Rouergue et Monteils (Lycée François Marty).

### Manifestations culturelles et festivités
La fête votive de la commune a lieu l'avant dernier week-end d'août : « Fête de Saint-Barthélemy et de la fouace » (Nota : le nom de la Fête de Najac n'a rien à voir avec les drames de la Nuit parisienne du même nom. Elle correspond à la fin des moissons). Outre concours de pétanque, concerts, bals traditionnels, tombola, retraite aux flambeaux, embrasement de la Forteresse et animation du marché, le clou de la Fête se déroule le dimanche après-midi dans les rues du village où sont promenées deux fouaces géantes (2 m de longueur chacune). Ces dernières sont ensuite dégustées le dimanche soir et le lundi après-midi.

### Sports
Lacroux Joëlle championne de France du 100 mètres sur pente de plus de 25%.

## Économie

### Revenus
En 2018 (données Insee publiées en septembre 2021), la commune compte 353 ménages fiscaux, regroupant 665 personnes. La médiane du revenu disponible par unité de consommation est de 17 300 € (20 640 € dans le département).

### Emploi
| Division       | 2008  | 2013   | 2018  |
| -------------- | ----- | ------ | ----- |
| Commune        | 7,3 % | 12,5 % | 9 %   |
| Département    | 5,4 % | 7,1 %  | 7,1 % |
| France entière | 8,3 % | 10 %   | 10 %  |

En 2018, la population âgée de 15 à 64 ans s'élève à 387 personnes, parmi lesquelles on compte 75,5 % d'actifs (66,4 % ayant un emploi et 9 % de chômeurs) et 24,5 % d'inactifs,. Depuis 2008, le taux de chômage communal (au sens du recensement) des 15-64 ans est supérieur à celui du département, mais inférieur à celui de la France.
La commune est hors attraction des villes,. Elle compte 287 emplois en 2018, contre 255 en 2013 et 290 en 2008. Le nombre d'actifs ayant un emploi résidant dans la commune est de 266, soit un indicateur de concentration d'emploi de 108 % et un taux d'activité parmi les 15 ans ou plus de 48,5 %.
Sur ces 266 actifs de 15 ans ou plus ayant un emploi, 178 travaillent dans la commune, soit 67 % des habitants. Pour se rendre au travail, 60,9 % des habitants utilisent un véhicule personnel ou de fonction à quatre roues, 1,5 % les transports en commun, 12 % s'y rendent en deux-roues, à vélo ou à pied et 25,6 % n'ont pas besoin de transport (travail au domicile).

### Activités hors agriculture

#### Secteurs d'activités
115 établissements sont implantés à Najac au 31 décembre 2019. Le tableau ci-dessous en détaille le nombre par secteur d'activité et compare les ratios avec ceux du département,.
| Secteur d'activité                                                                                        | Commune | Commune | Département |
| Secteur d'activité                                                                                        | Nombre  | %       | %           |
| --- | ------- | ------- | ----------- |
| Ensemble                                                                                                  | 115     | 100 %   | (100 %)     |
| Industrie manufacturière, industries extractives et autres                                                | 22      | 19,1 %  | (17,7 %)    |
| Construction                                                                                              | 17      | 14,8 %  | (13 %)      |
| Commerce de gros et de détail, transports, hébergement et restauration                                    | 35      | 30,4 %  | (27,5 %)    |
| Information et communication                                                                              | 2       | 1,7 %   | (1,5 %)     |
| Activités financières et d'assurance                                                                      | 1       | 0,9 %   | (3,4 %)     |
| Activités immobilières                                                                                    | 6       | 5,2 %   | (4,2 %)     |
| Activités spécialisées, scientifiques et techniques et activités de services administratifs et de soutien | 14      | 12,2 %  | (12,4 %)    |
| Administration publique, enseignement, santé humaine et action sociale                                    | 9       | 7,8 %   | (12,7 %)    |
| Autres activités de services                                                                              | 9       | 7,8 %   | (7,8 %)     |

Le secteur du commerce de gros et de détail, des transports, de l'hébergement et de la restauration est prépondérant sur la commune puisqu'il représente 30,4 % du nombre total d'établissements de la commune (35 sur les 115 entreprises implantées à Najac), contre 27,5 % au niveau départemental.

#### Entreprises
Les trois entreprises ayant leur siège social sur le territoire communal qui génèrent le plus de chiffre d'affaires en 2020 sont :
- L'officine, débits de boissons (109 k€)
- Rouergue Energies Renouvelables, production d'électricité (34 k€)
- Rudis, édition de livres (4 k€)

### Agriculture
La commune est dans le Segala, une petite région agricole occupant l'ouest du département de l'Aveyron. En 2020, l'orientation technico-économique de l'agriculture sur la commune est l'élevage bovin, orientation mixte lait et viande.
|               | 1988  | 2000  | 2010  | 2020  |
| ------------- | ----- | ----- | ----- | ----- |
| Exploitations | 79    | 54    | 46    | 33    |
| SAU (ha)      | 2 252 | 2 367 | 2 360 | 2 062 |

Le nombre d'exploitations agricoles en activité et ayant leur siège dans la commune est passé de 79 lors du recensement agricole de 1988 à 54 en 2000 puis à 46 en 2010 et enfin à 33 en 2020, soit une baisse de 58 % en 32 ans. Le même mouvement est observé à l'échelle du département qui a perdu pendant cette période 51 % de ses exploitations,. La surface agricole utilisée sur la commune a également diminué, passant de 2 252 ha en 1988 à 2 062 ha en 2020. Parallèlement la surface agricole utilisée moyenne par exploitation a augmenté, passant de 29 à 62 ha.

## Culture locale et patrimoine

### Lieux et monuments
La commune contient six monuments répertoriés à l'inventaire des monuments historiques et aucun lieu répertorié à l'inventaire général du patrimoine culturel.
Les visiteurs sont au nombre de 350 000 en 1991 et de 360 000 en 1996.

#### Patrimoine civil

##### Porte de la Pique
La Porte de la Pique faisait partie de l'une des enceintes de la ville. Cette porte est inscrite depuis le 17 février 1928.

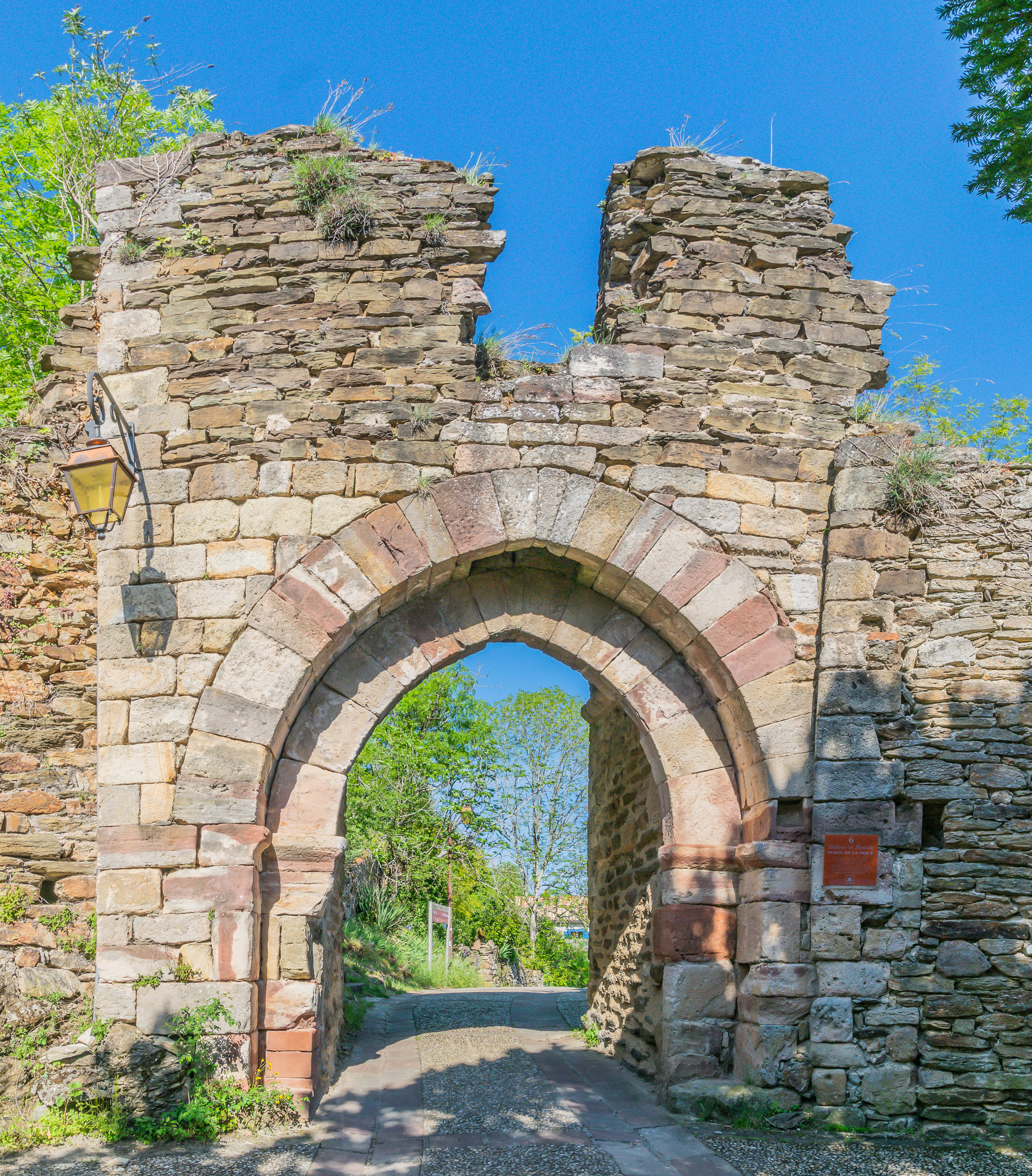
Restes de la porte de Ville

##### Ponts sur l'Aveyron
Le pont de la Frégère originel remonte à 1288. Le pont actuel date de 1899.
Le pont Saint-Blaise enjambe la rivière Aveyron. Il fut construit entre 1259 et 1274 et restauré en 1404. Il est inscrit au titre des monuments historiques depuis le 10 février 1987.

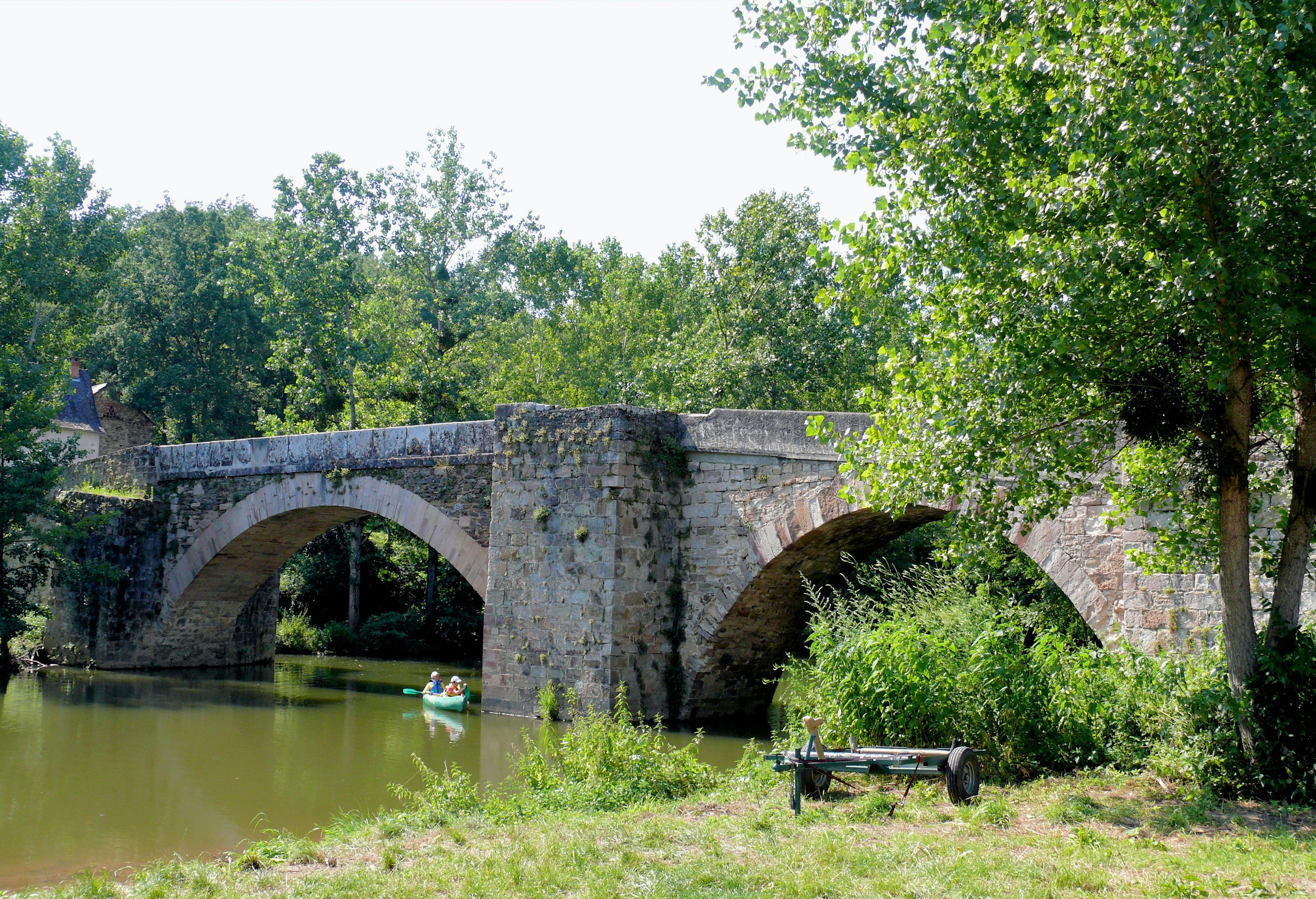
Pont Saint-Blaise
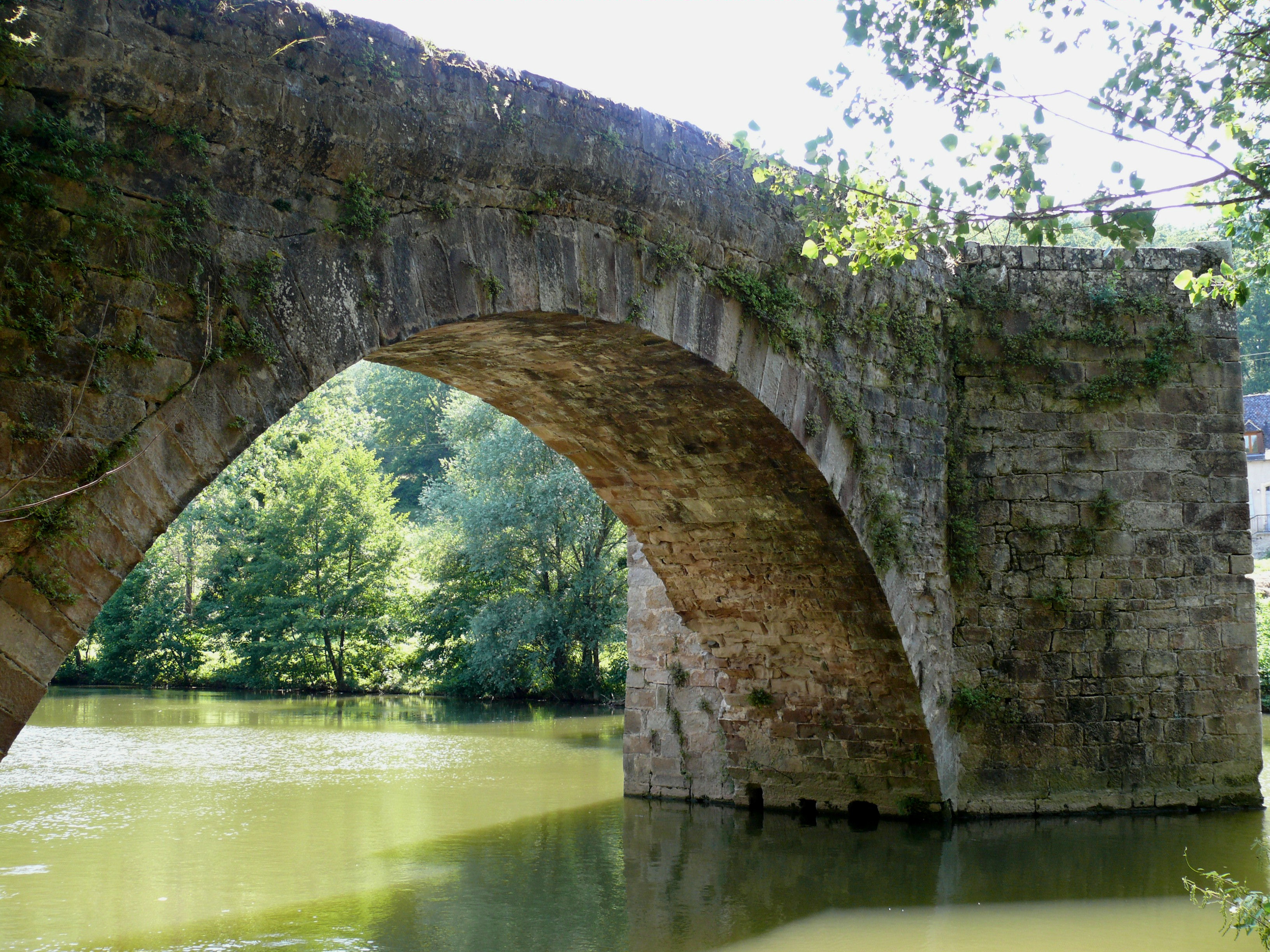
Arche principale
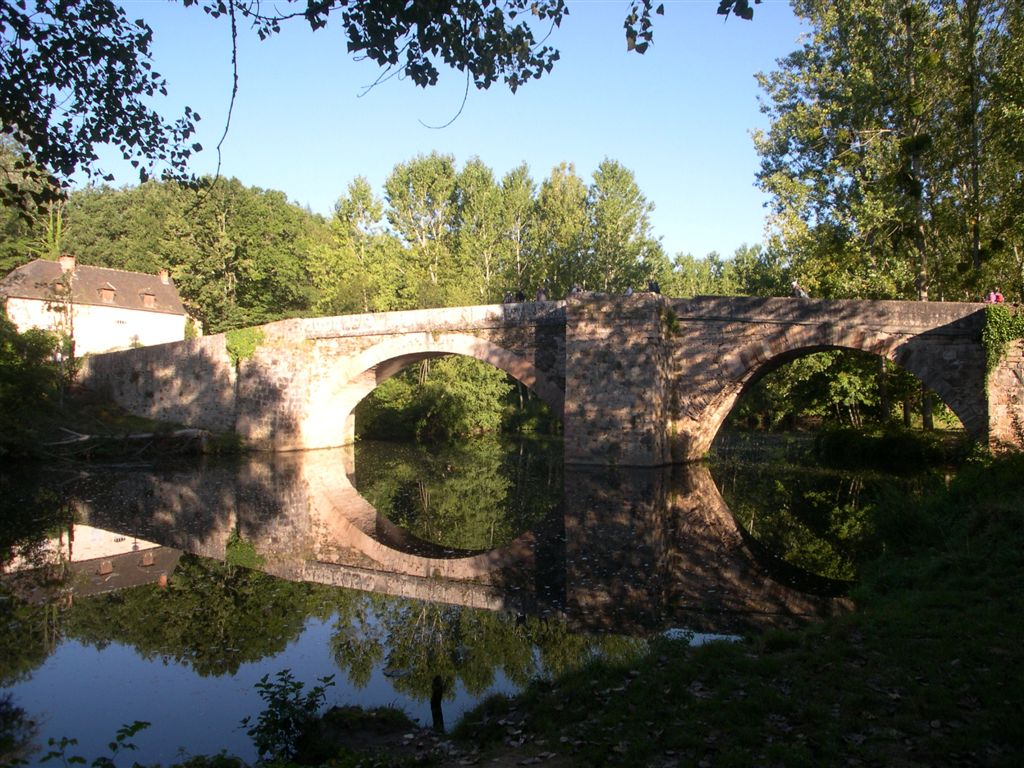
Pont Saint-Blaise

##### Maison du Gouverneur
La maison du Gouverneur, construite aux XIIIe et XVe siècles, a été restaurée entre 2017 et 2019 afin d'accueillir le Centre d'interprétation de l'architecture et du patrimoine des bastides du Rouergue.

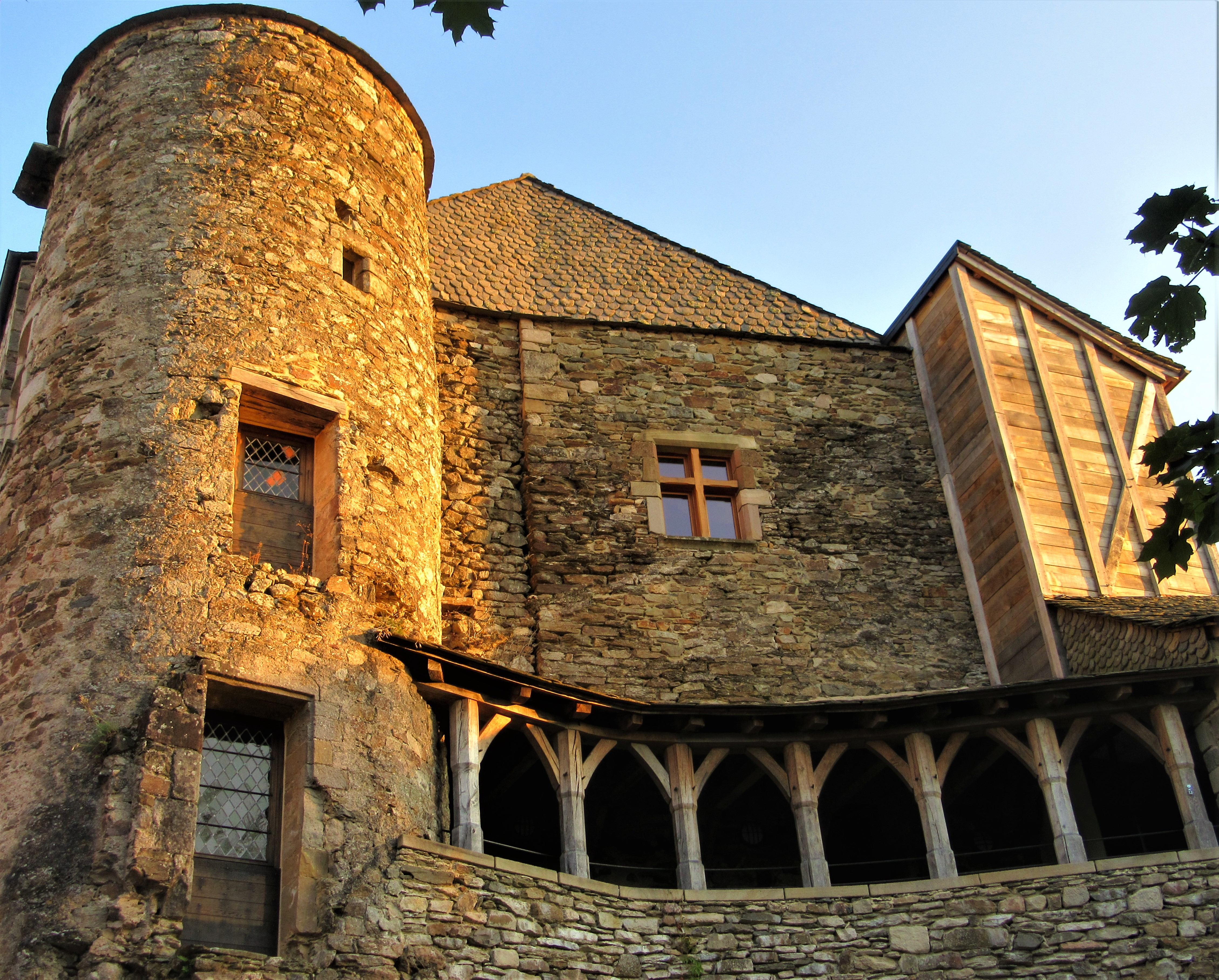
La maison du Gouverneur.
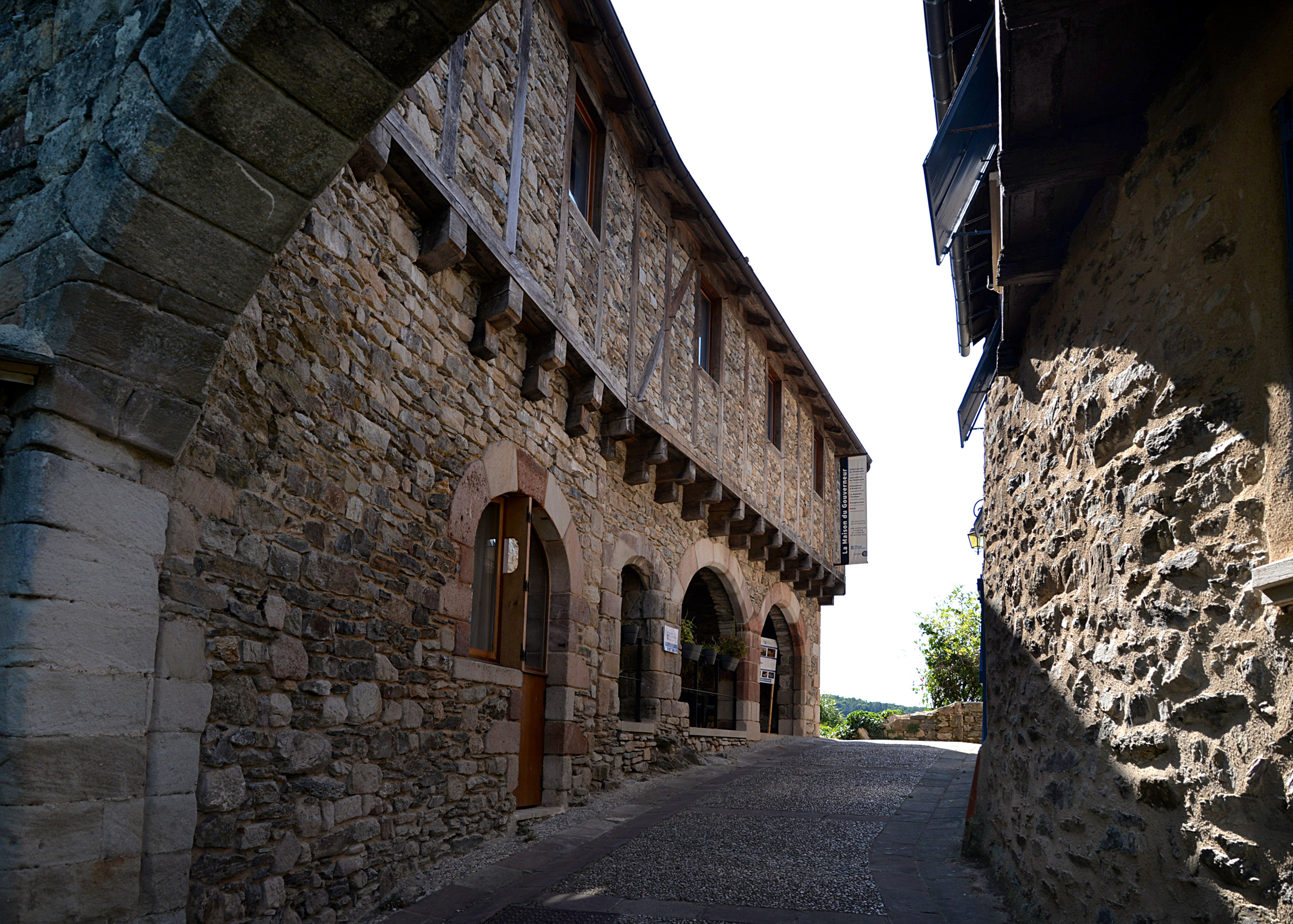
La maison du Gouverneur.

##### Maison du Sénéchal
La maison du Sénéchal construite à partir du XIVe siècle, dont les façades et les toitures sont inscrites au titre des monuments historiques depuis le 21 mars 1979. Ce bâtiment servait de logement au Sénéchal lorsque Najac était le siège de la sénéchaussée du Rouergue.

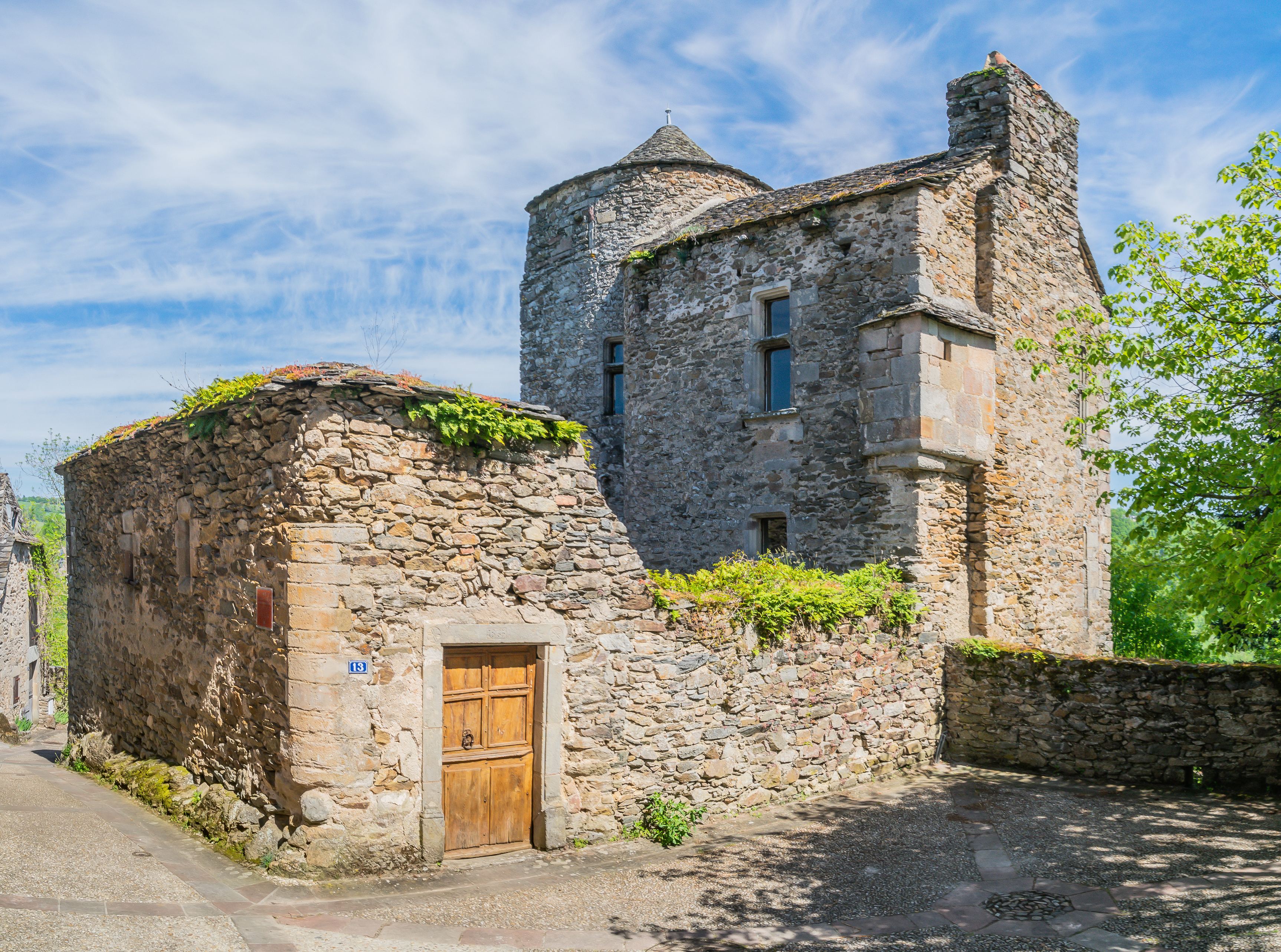
Maison du Sénéchal
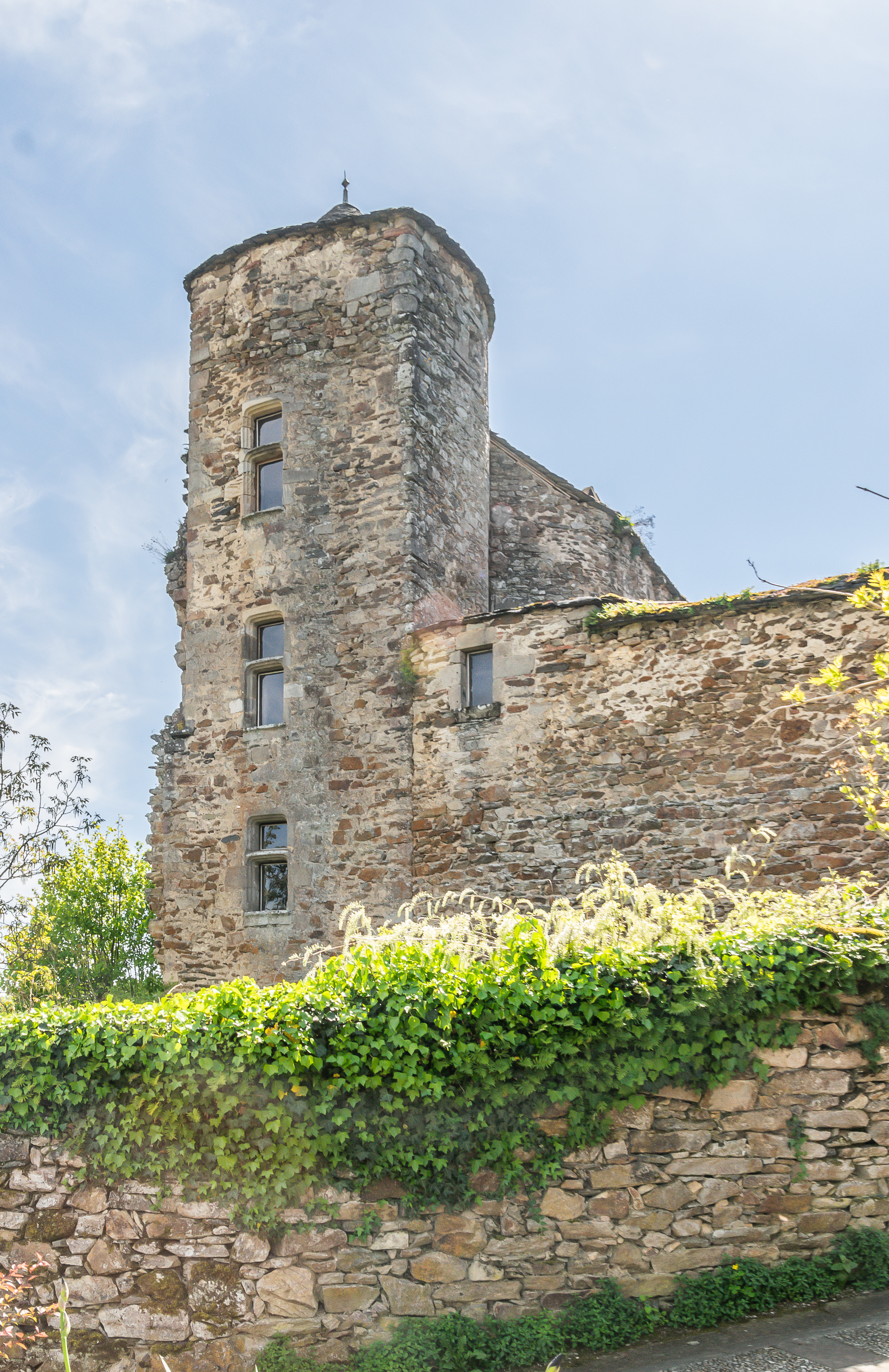
Maison du Sénéchal

##### Fontaine monolithe
La fontaine publique, datée de 1350, est constituée d'une cuve octogonale creusée dans un seul monolithe de granit de plus de 2 m de diamètre. Elle est classée depuis le 28 décembre 1910. Elle est aussi appelée fontaine du Bourguet.

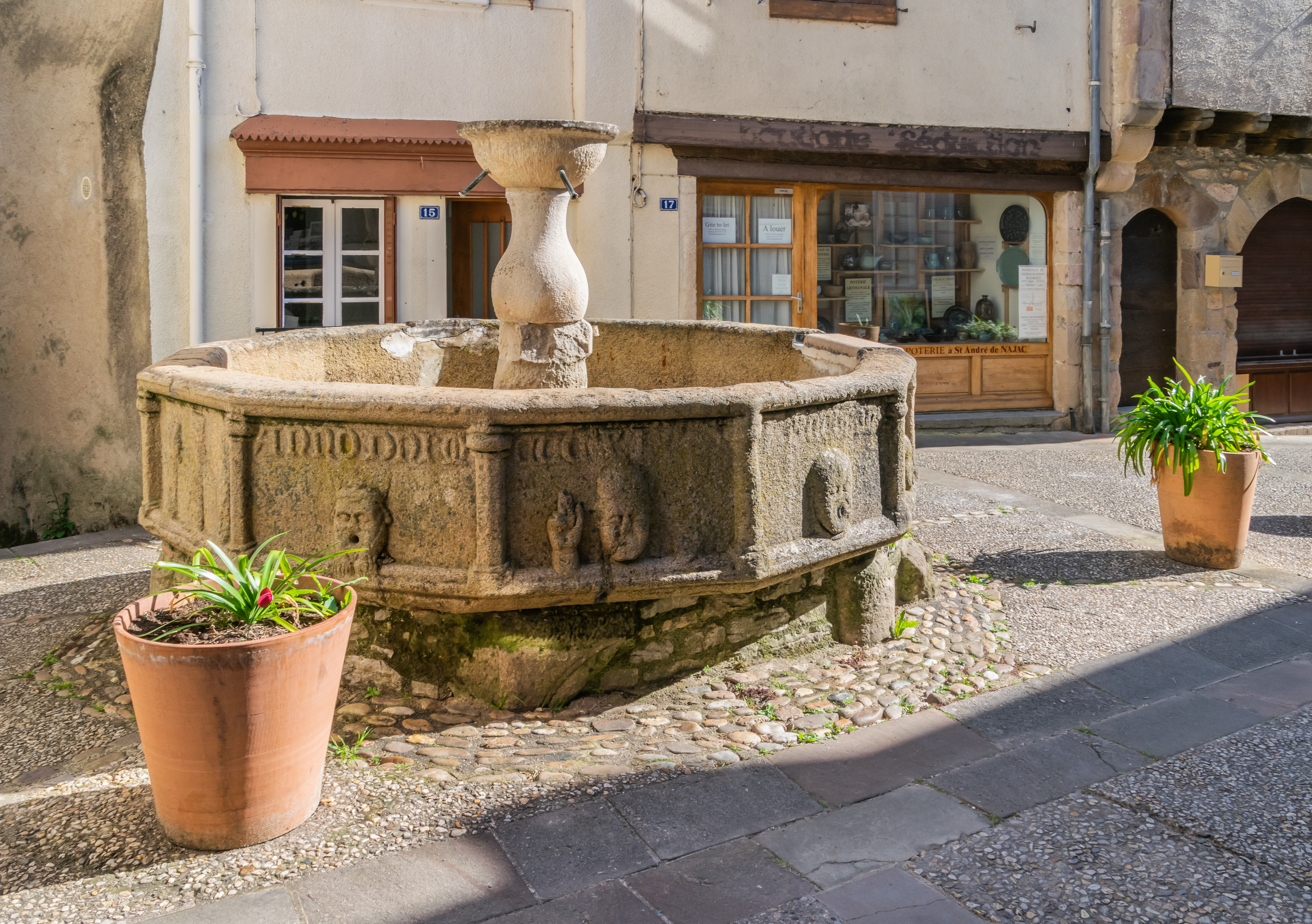
Fontaine
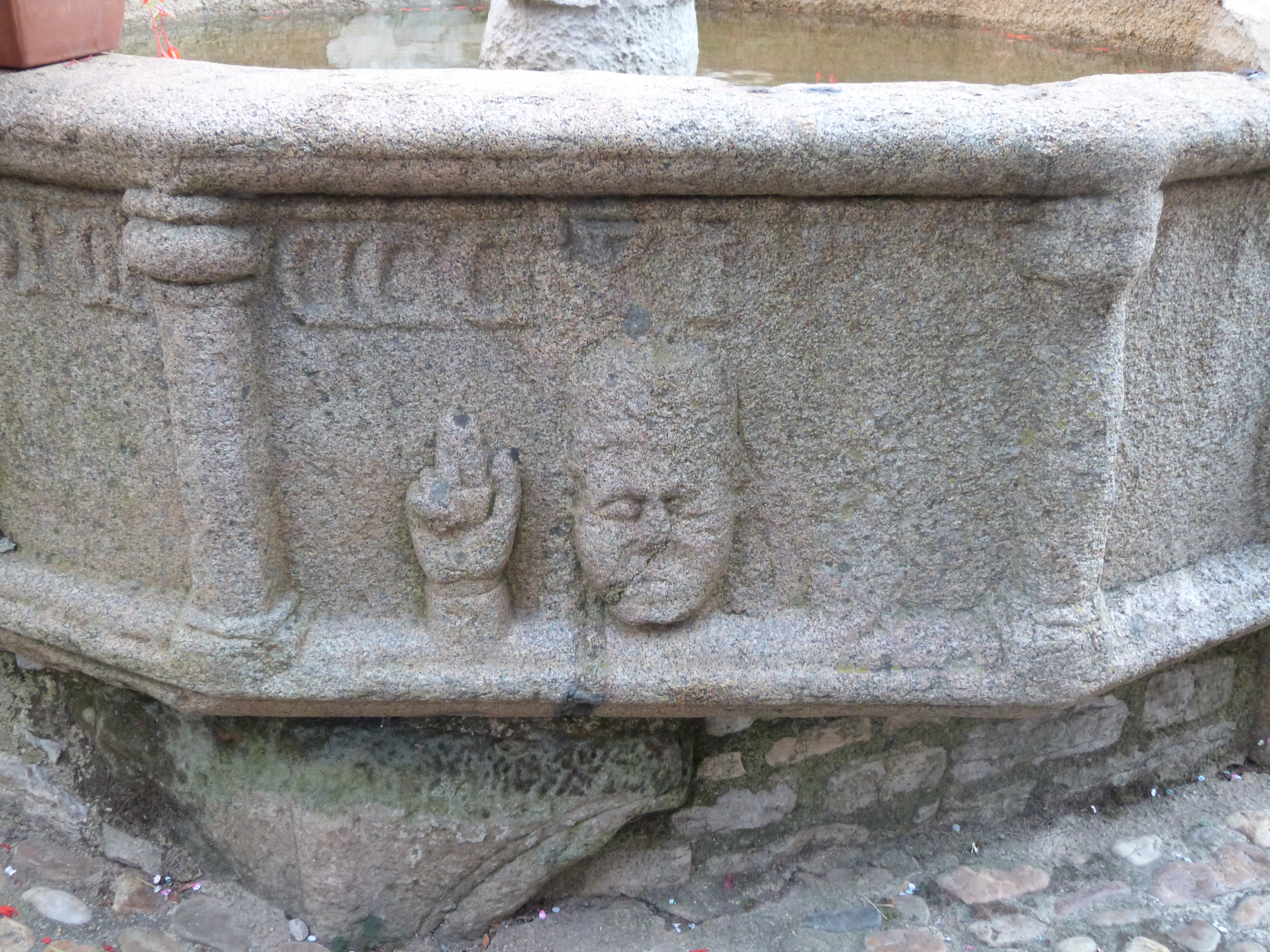
Détail du pourtour de la Fontaine
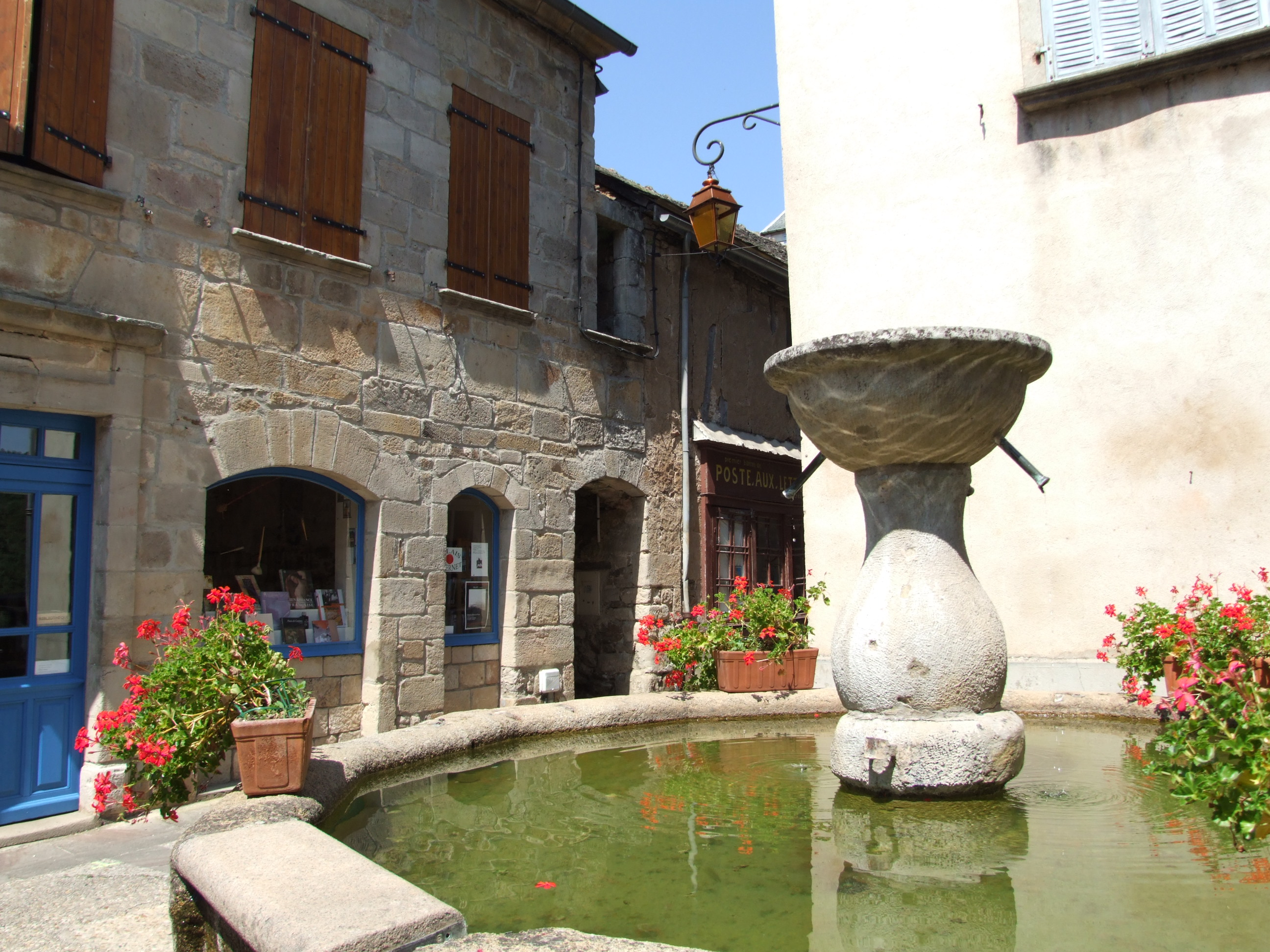
Fontaine en eau

##### Forteresse
Les vestiges du château et sa deuxième enceinte se composent d'un château primitif (construit par les seigneurs locaux et renforcé par les comtes de Toulouse) et de la forteresse royale du XIIIe siècle. Le donjon est un modèle de l'architecture francilienne. L'ensemble est classé depuis le 3 juillet 1925.

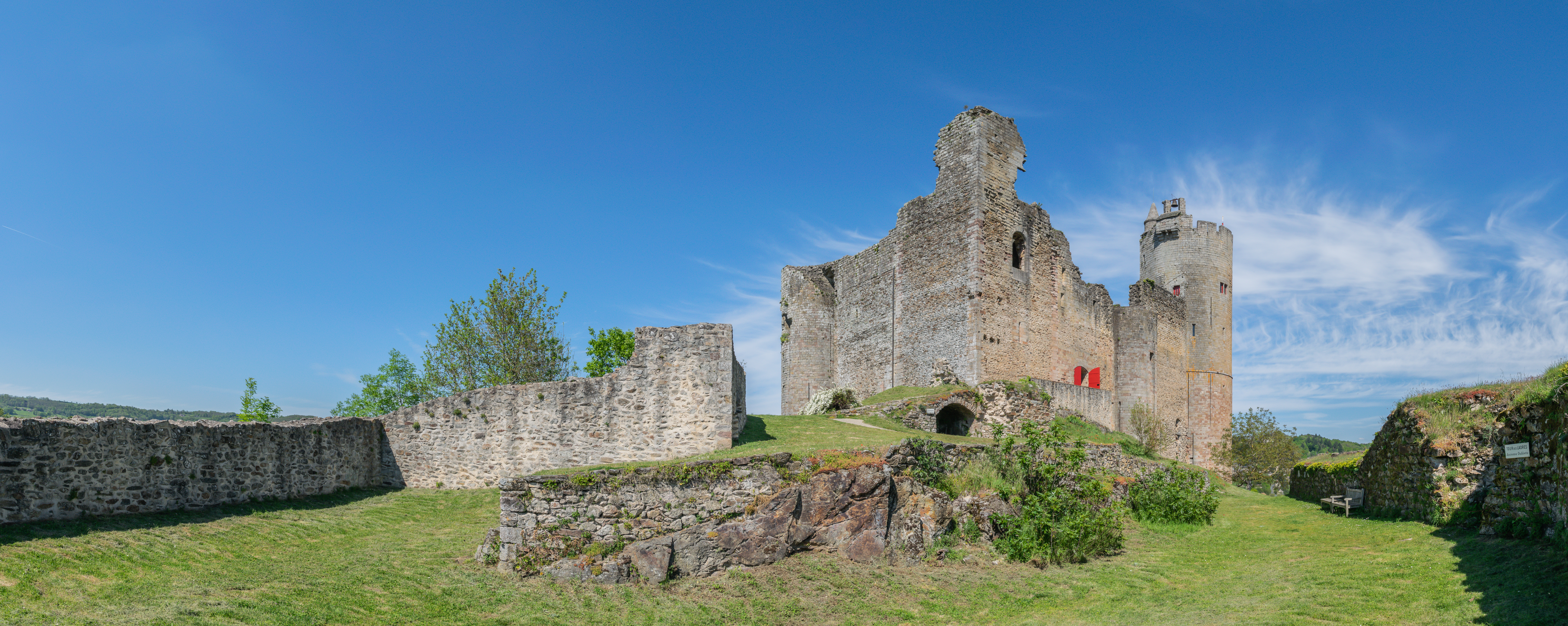
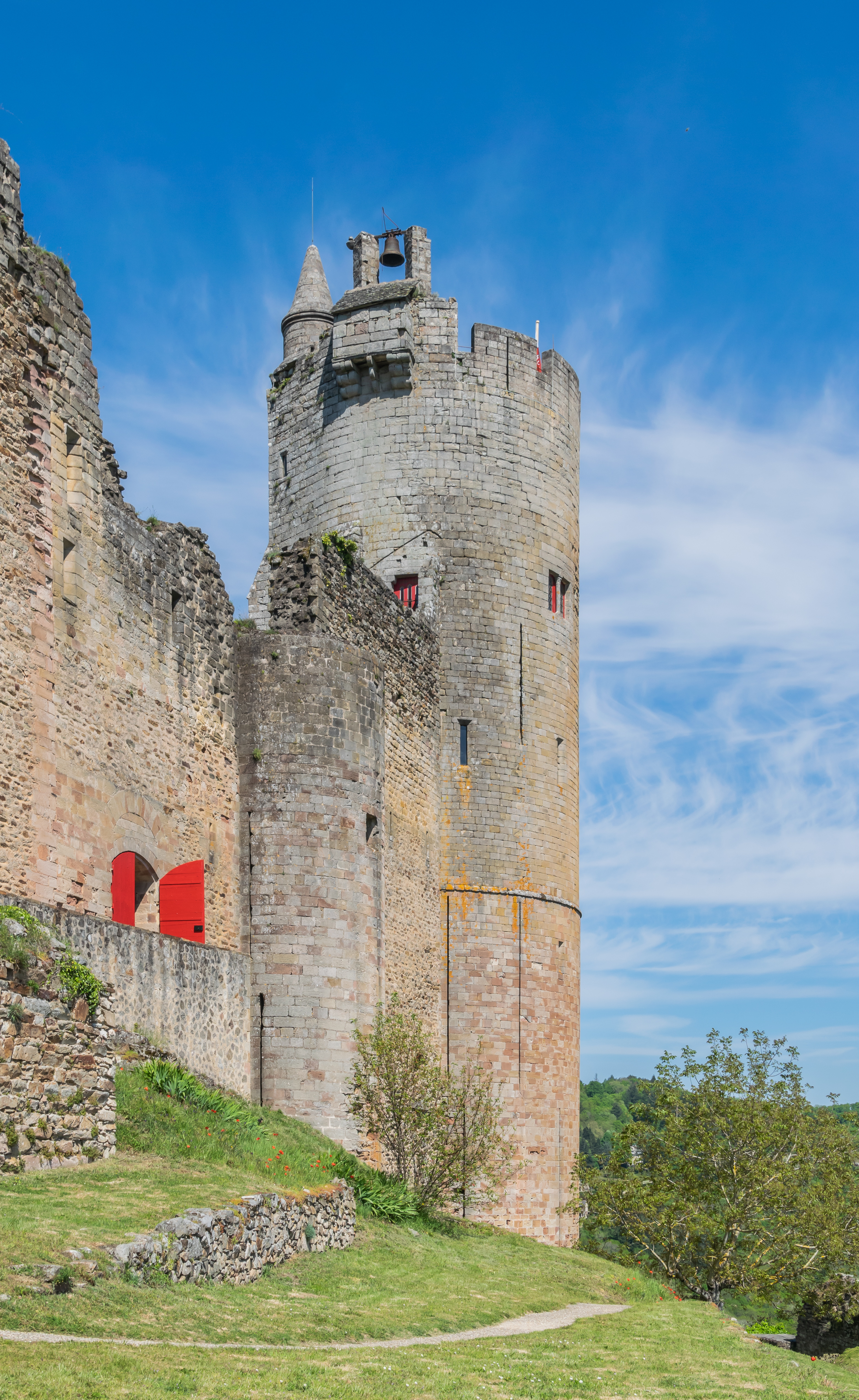
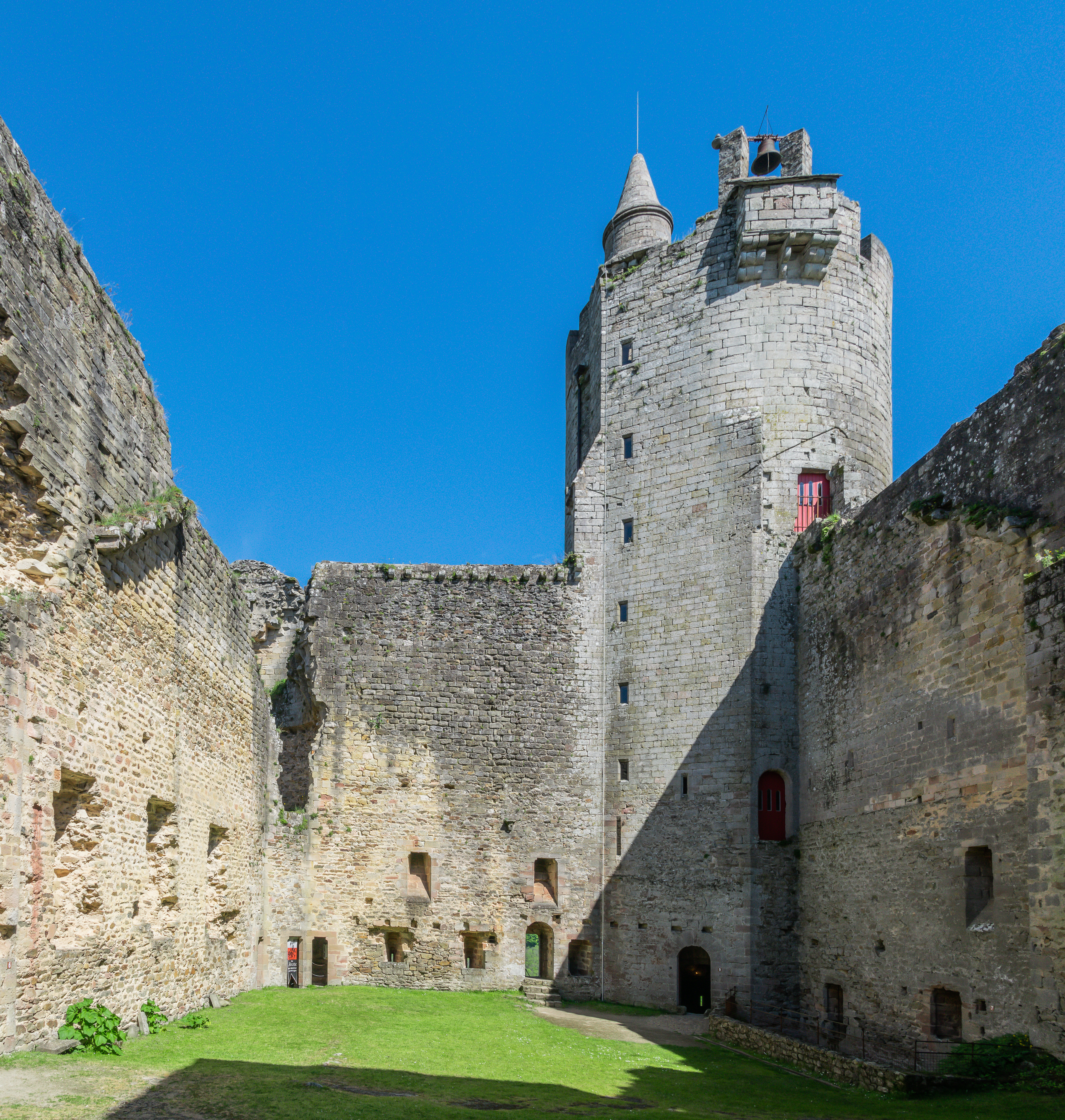
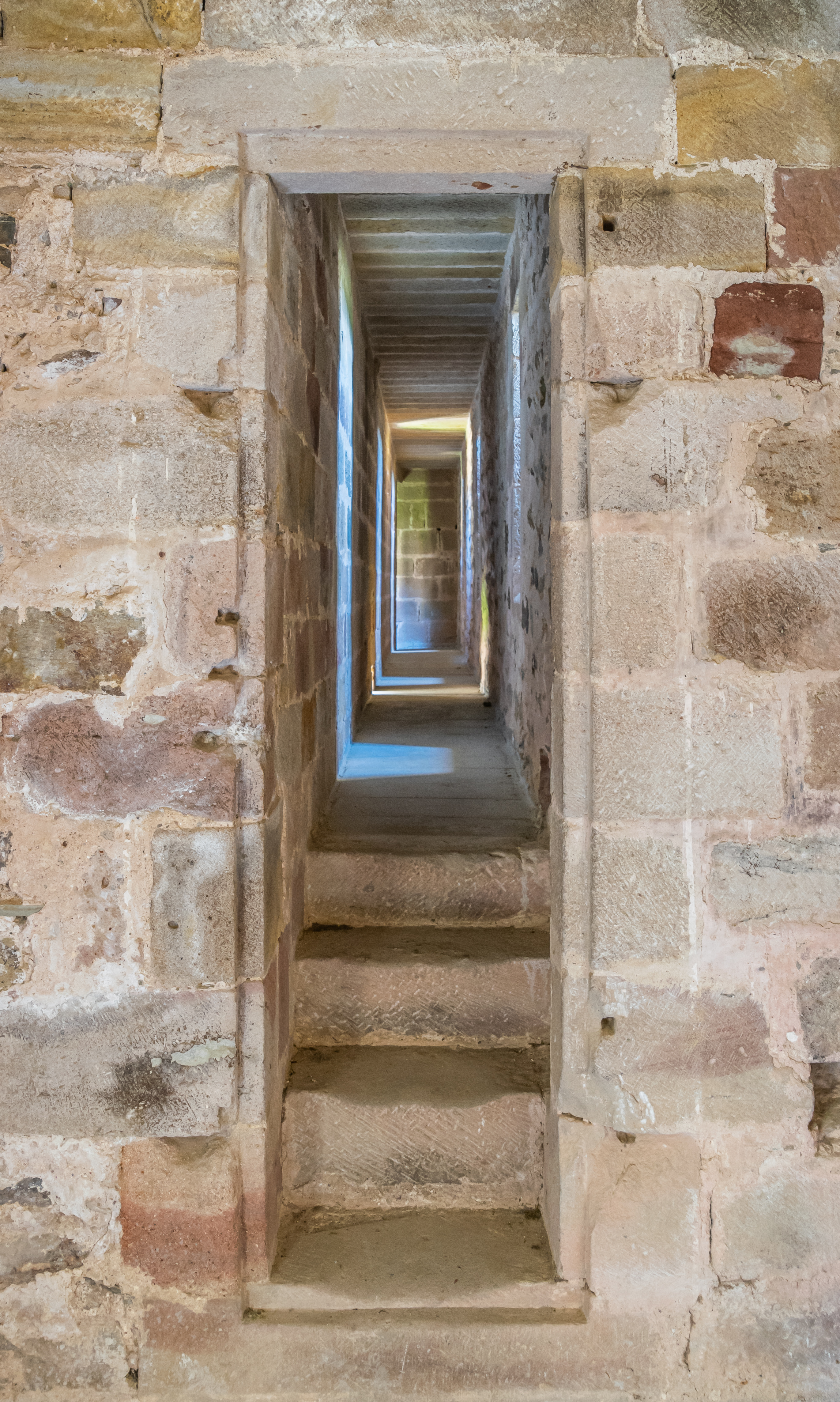
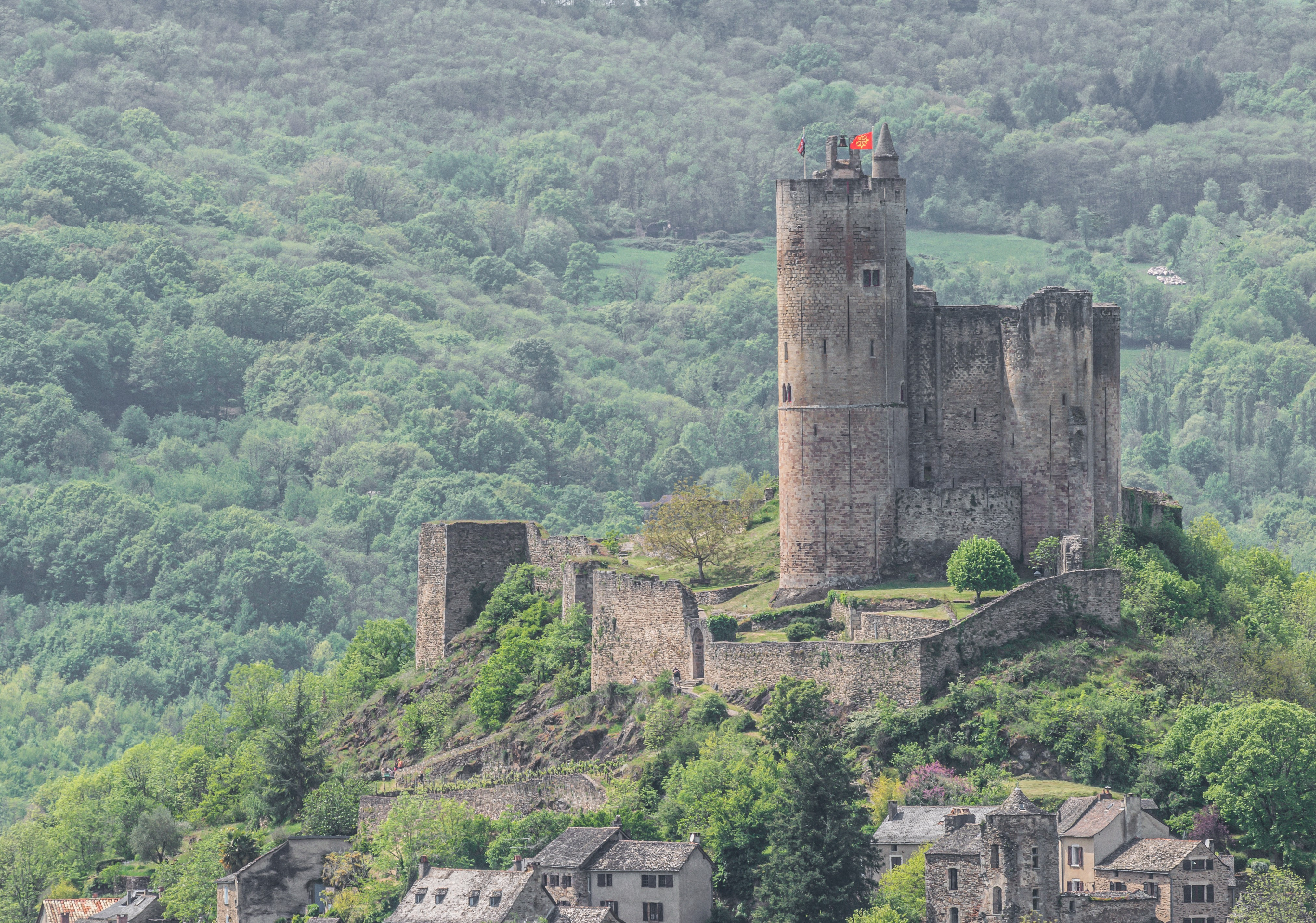

#### Patrimoine religieux
- Église Saint-Laurent de la Salvetat des Carts.
- Église Saint-Hilaire de Mazerolles.
- Église de l'Assomption de Villevayre.
- Chapelle Saint-Barthélemy de Najac.
- Église Saint-Jean, construite au XIIIe siècle. C'est un édifice gothique avec une nef unique à chevet plat comporte deux chapelles. Elle est classée depuis le 14 juin 1924[40].

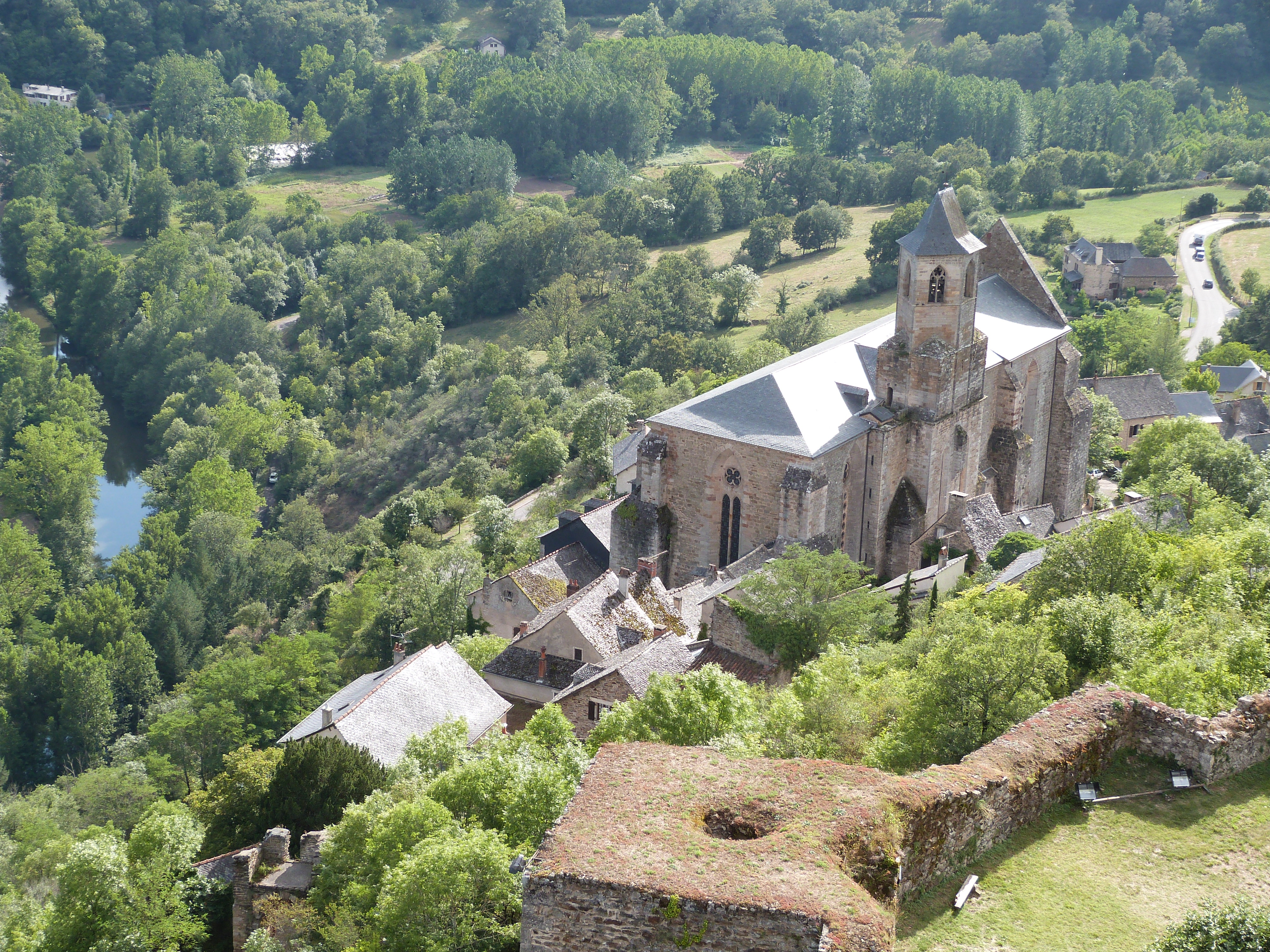
Église Saint-Jean
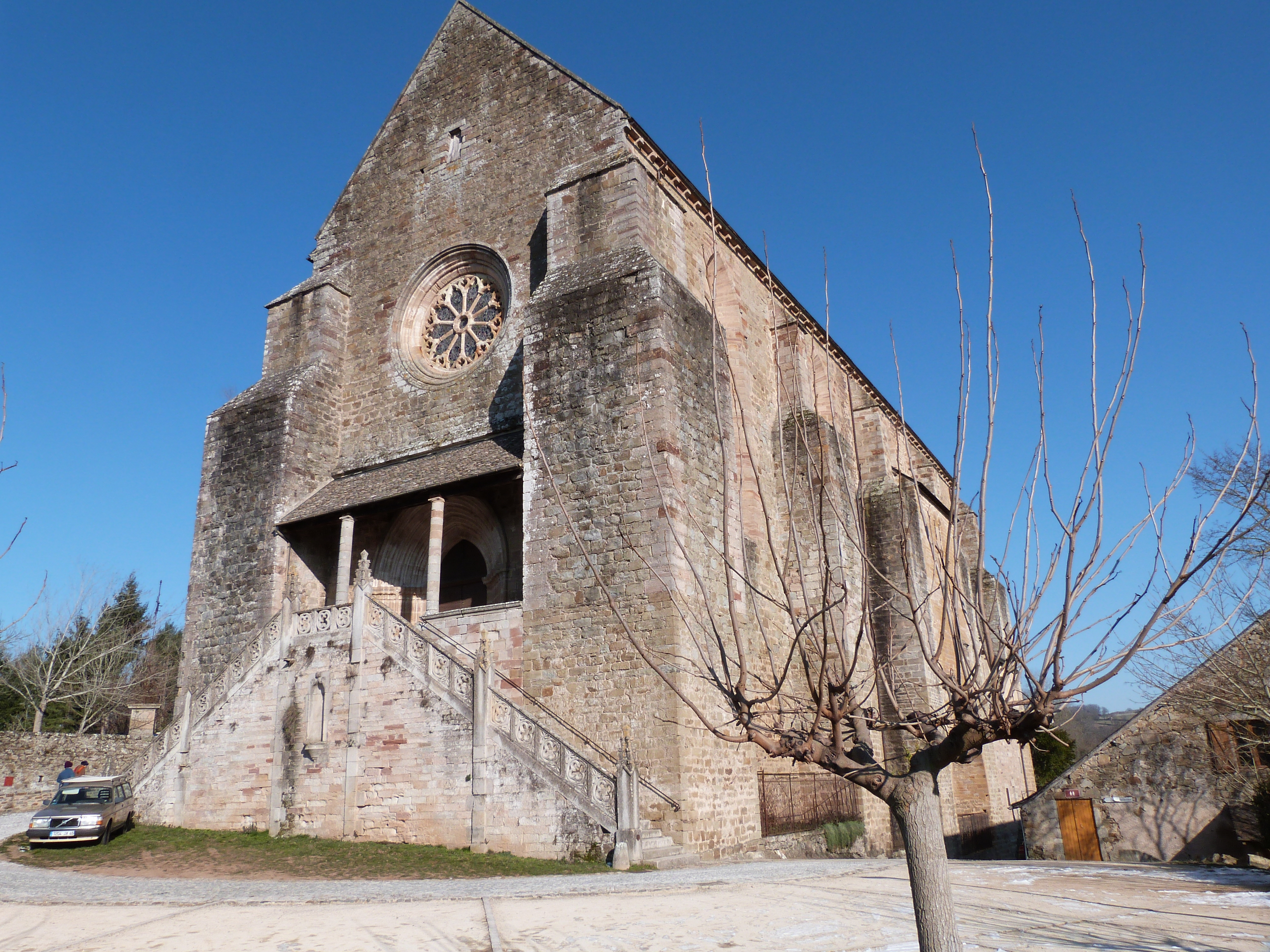
Église Saint-Jean façade Ouest
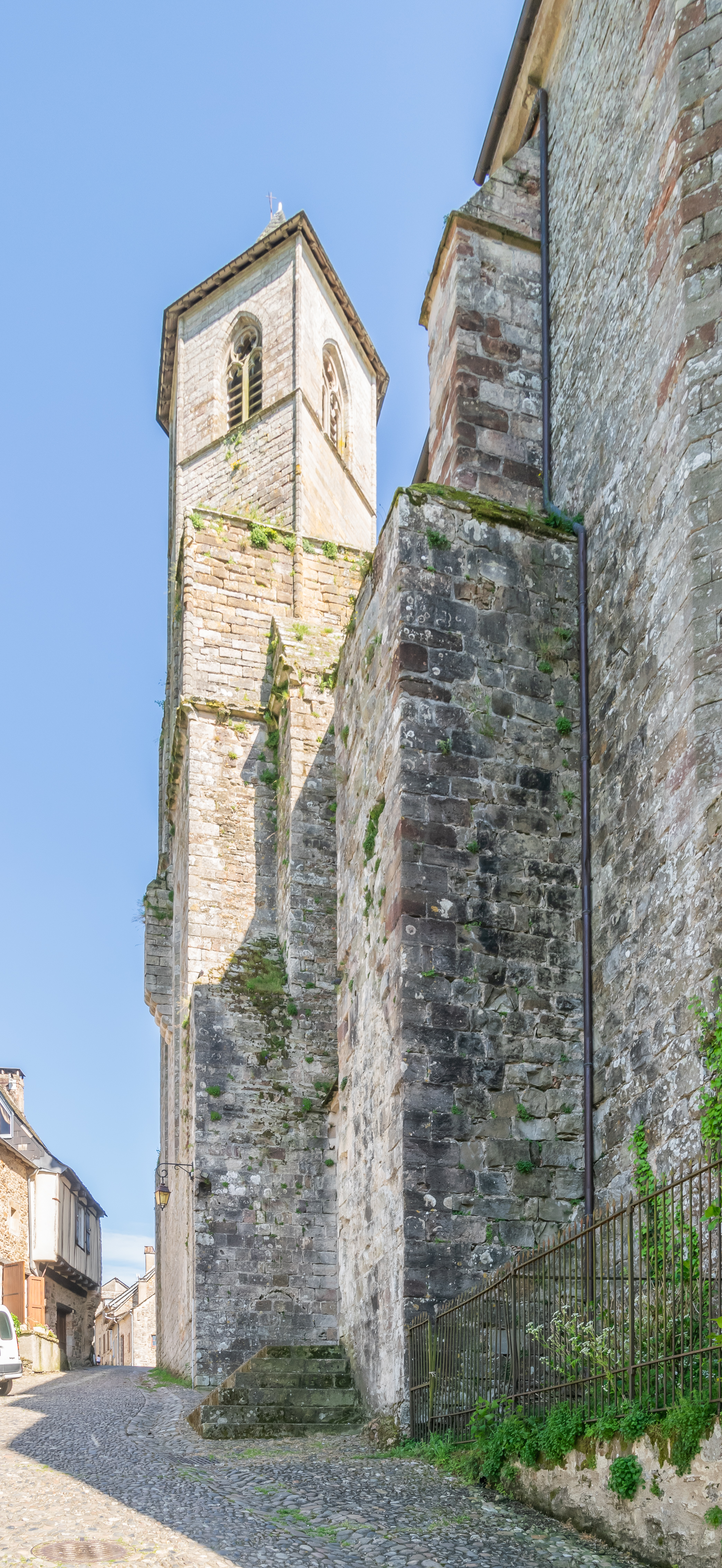
Église Saint-Jean façade Nord et clocher
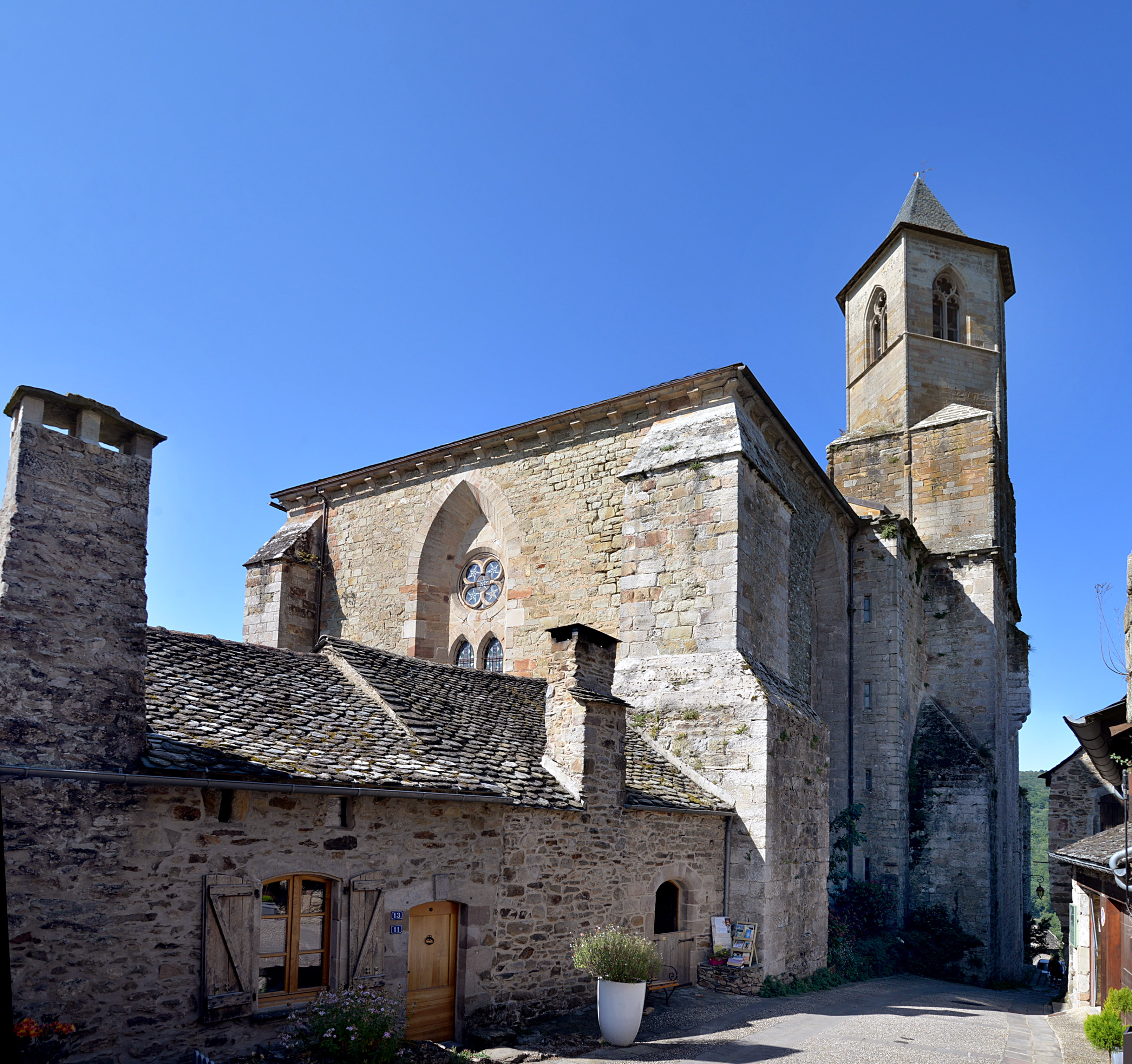
L’église Saint-Jean. Vue N-E.
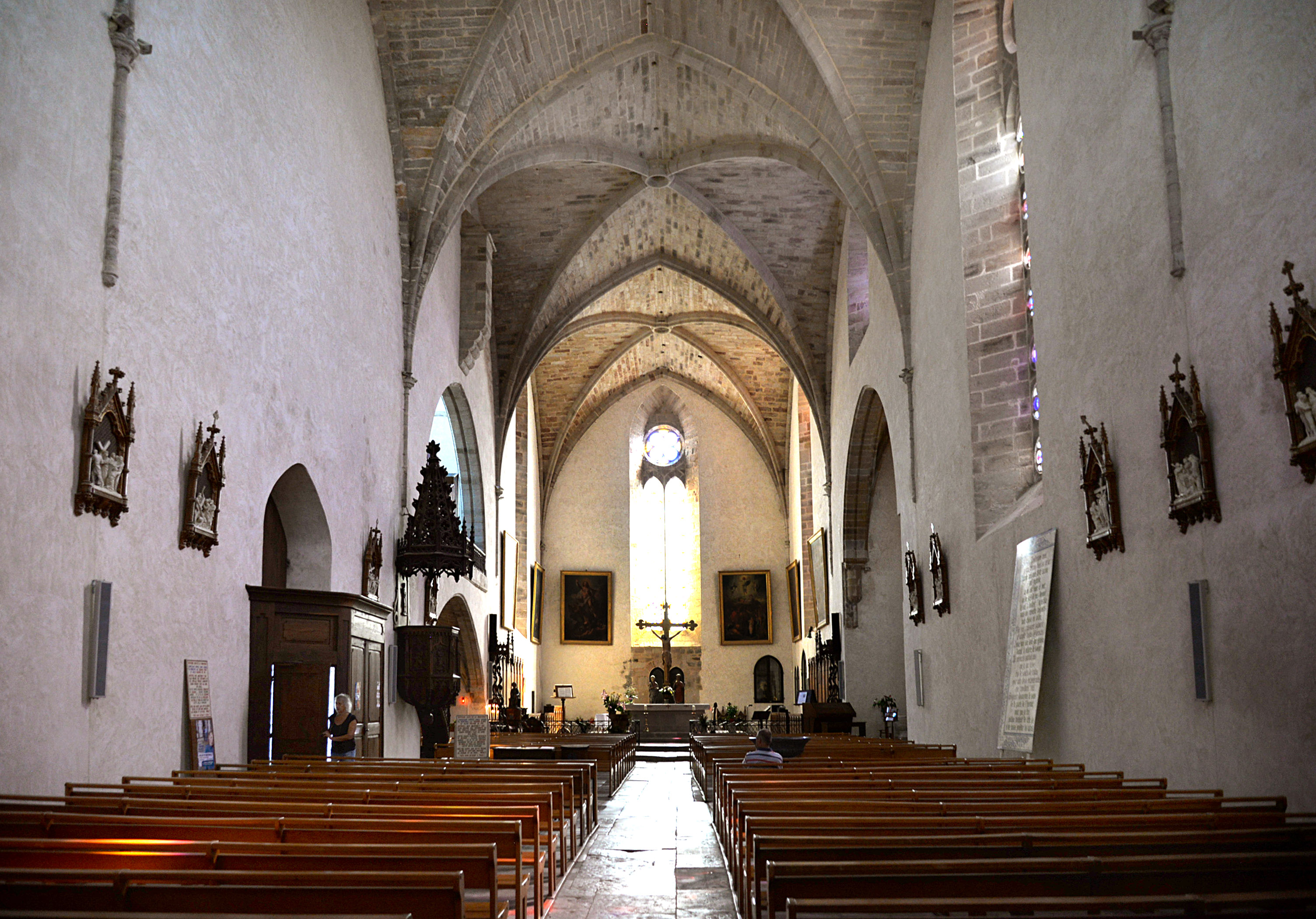
La nef de l’église Saint-Jean.
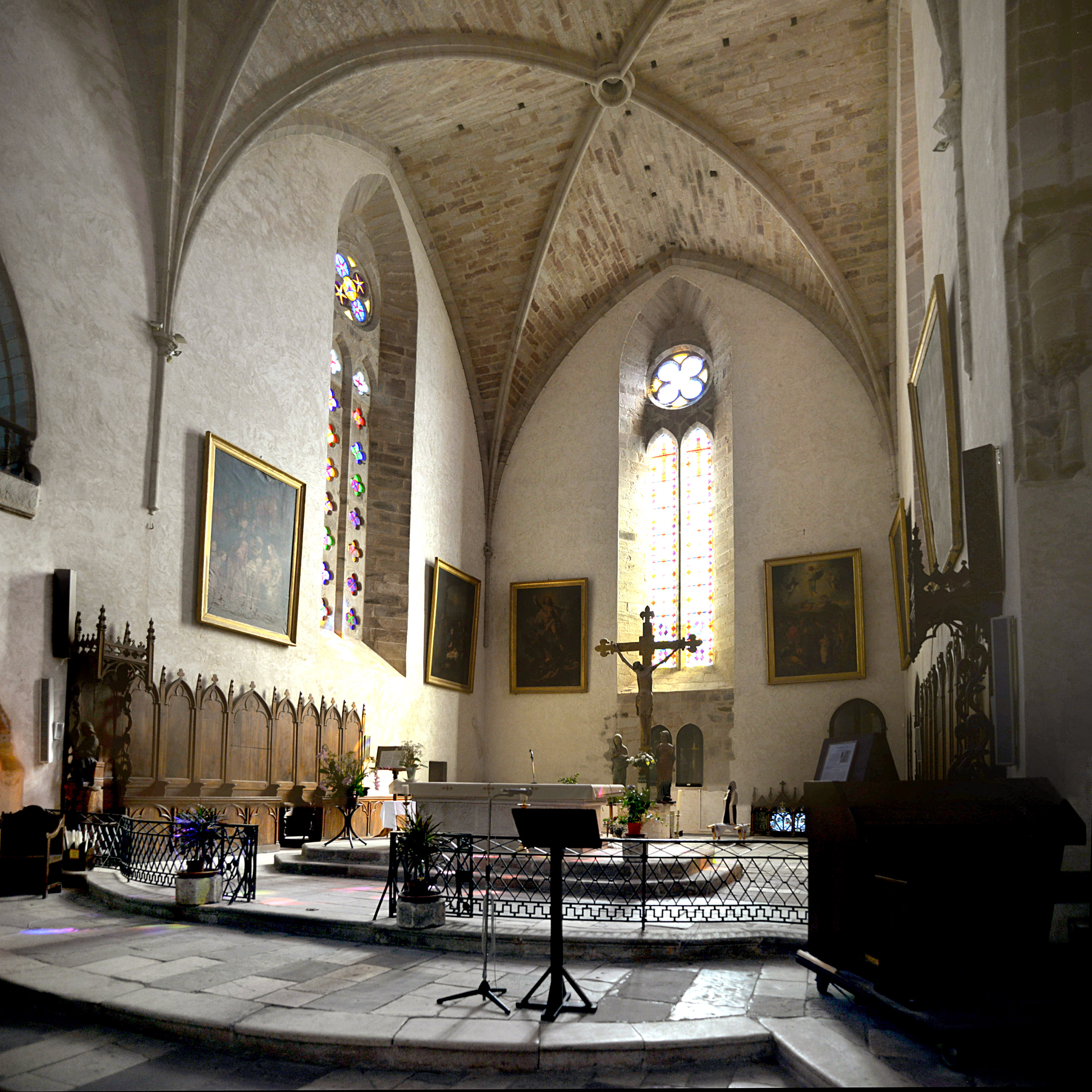
Le chœur de l’église Saint-Jean.
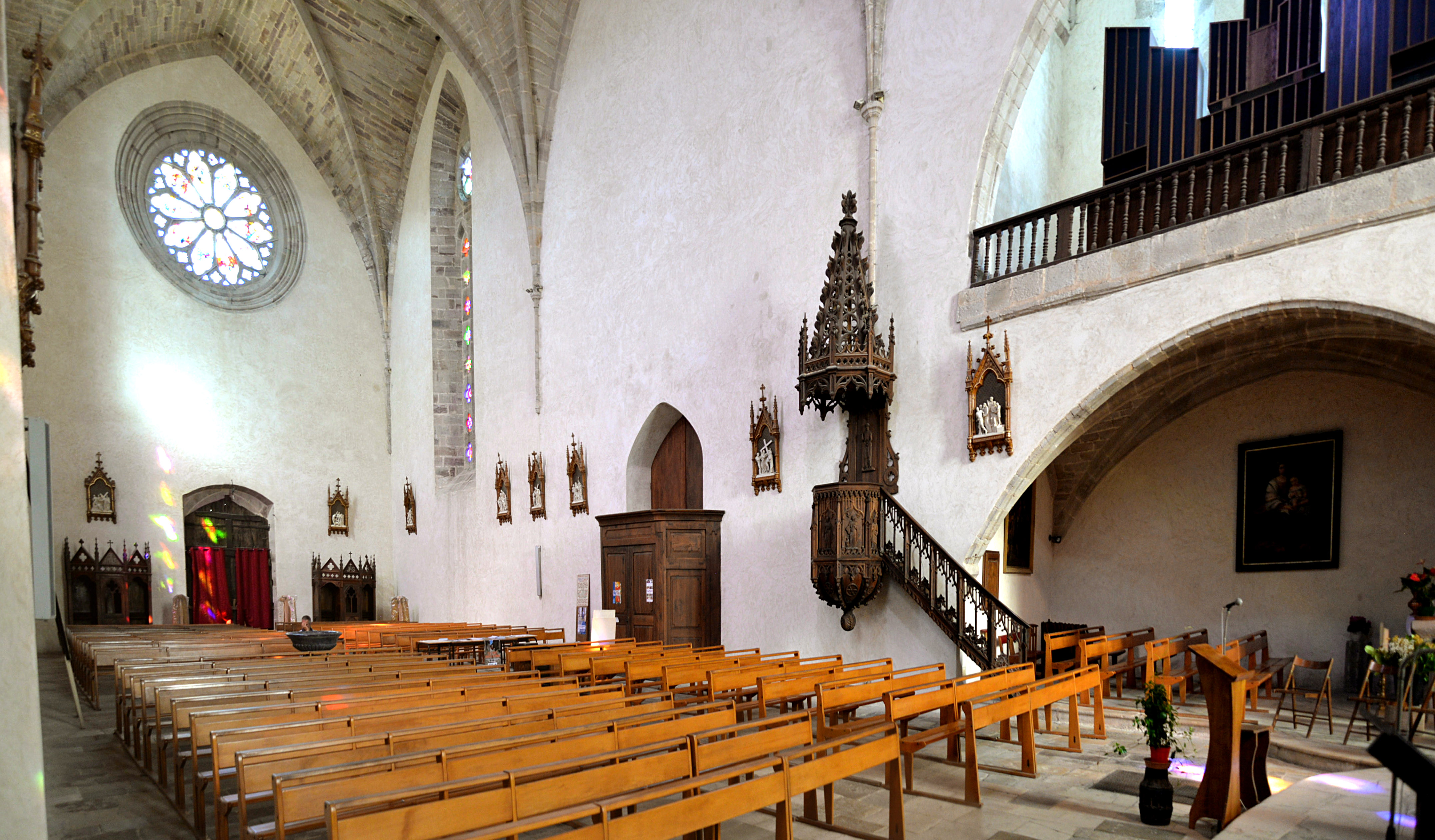
La nef depuis le transept sud de l’église Saint-Jean.

L'intérieur de l'église contient dix objets classés à l'inventaire des monuments historiques :
- - deux « plats de quête » en cuivre martelé daté du XVIe siècle, classés depuis le 29 décembre 1983[42],[43] ;
  - un « encensoir » en bronze doré et argent repoussé daté du XVIIIe siècle, classé depuis le 29 décembre 1983[44] ;
  - un « reliquaire-monstrance » en bronze doré daté du XVIIe siècle, classé depuis le 29 décembre 1983[45] ;
  - une statue représentant la Vierge à l'enfant, en bois polychrome, datée du XVIe siècle, classée depuis le 9 juillet 1976[46] ;
  - une statue représentant saint Jean, en bois peint, datée du XVIe siècle, classée depuis le 9 juillet 1976[47] ;
  - un ensemble de deux verrières datées du XVe siècle et classées depuis le 5 décembre 1908[48] ;
  - une statue représentant le Christ en croix, en bois peint doré, datée du XVIe siècle, classée depuis le 5 décembre 1908[49] ;
  - un chandelier en fer forgé, daté du XIIIe siècle, classé depuis le 5 décembre 1908[50] ;
  - une croix-reliquaire, croix de procession, en bois peint, datée du XIIIe siècle ou du XIVe siècle, classée depuis le 17 juin 1901[51].
- Chapelle de la Sainte-Famille de Najac (ancien couvent)

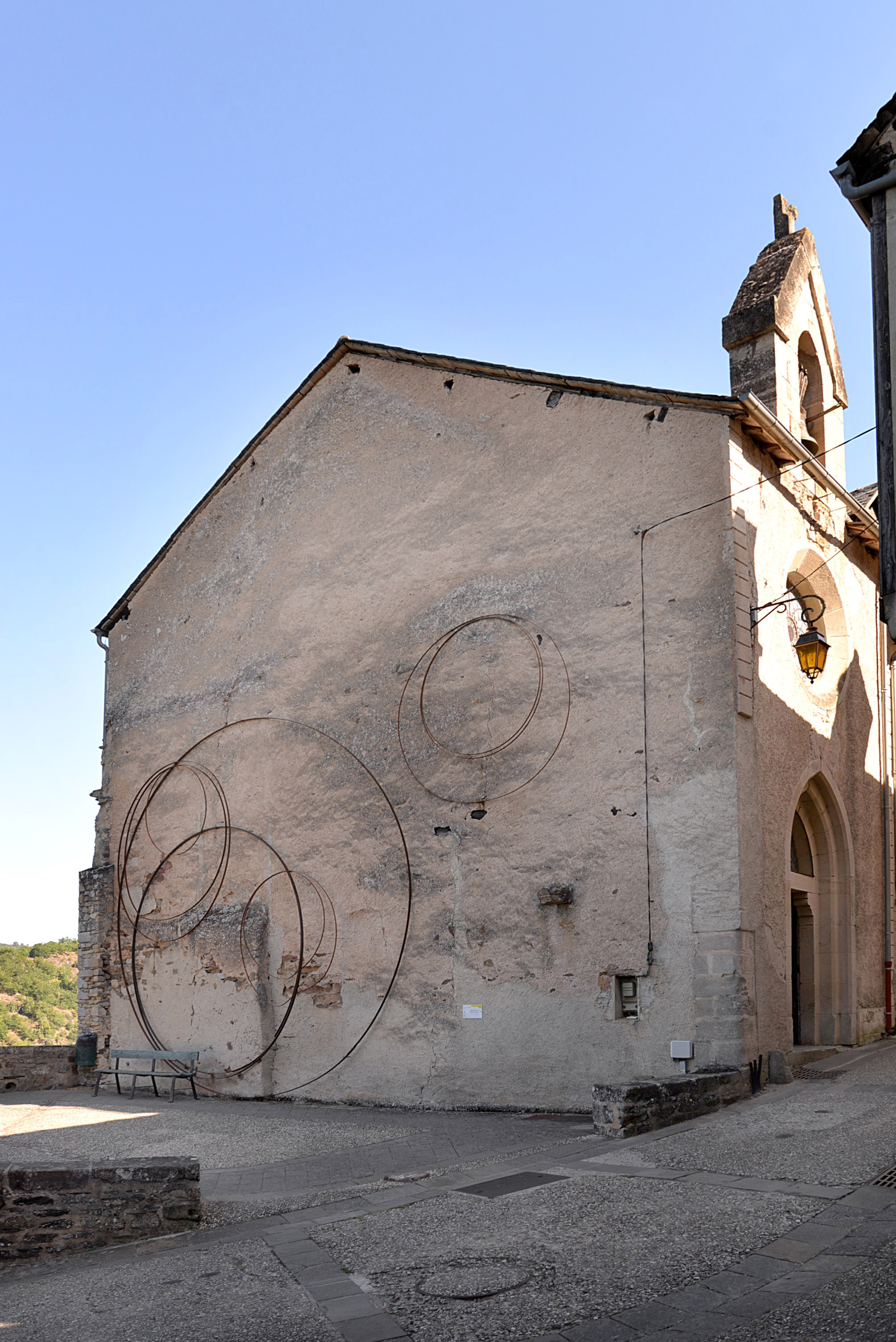
La chapelle de l’ancien couvent de la Sainte-Famille.
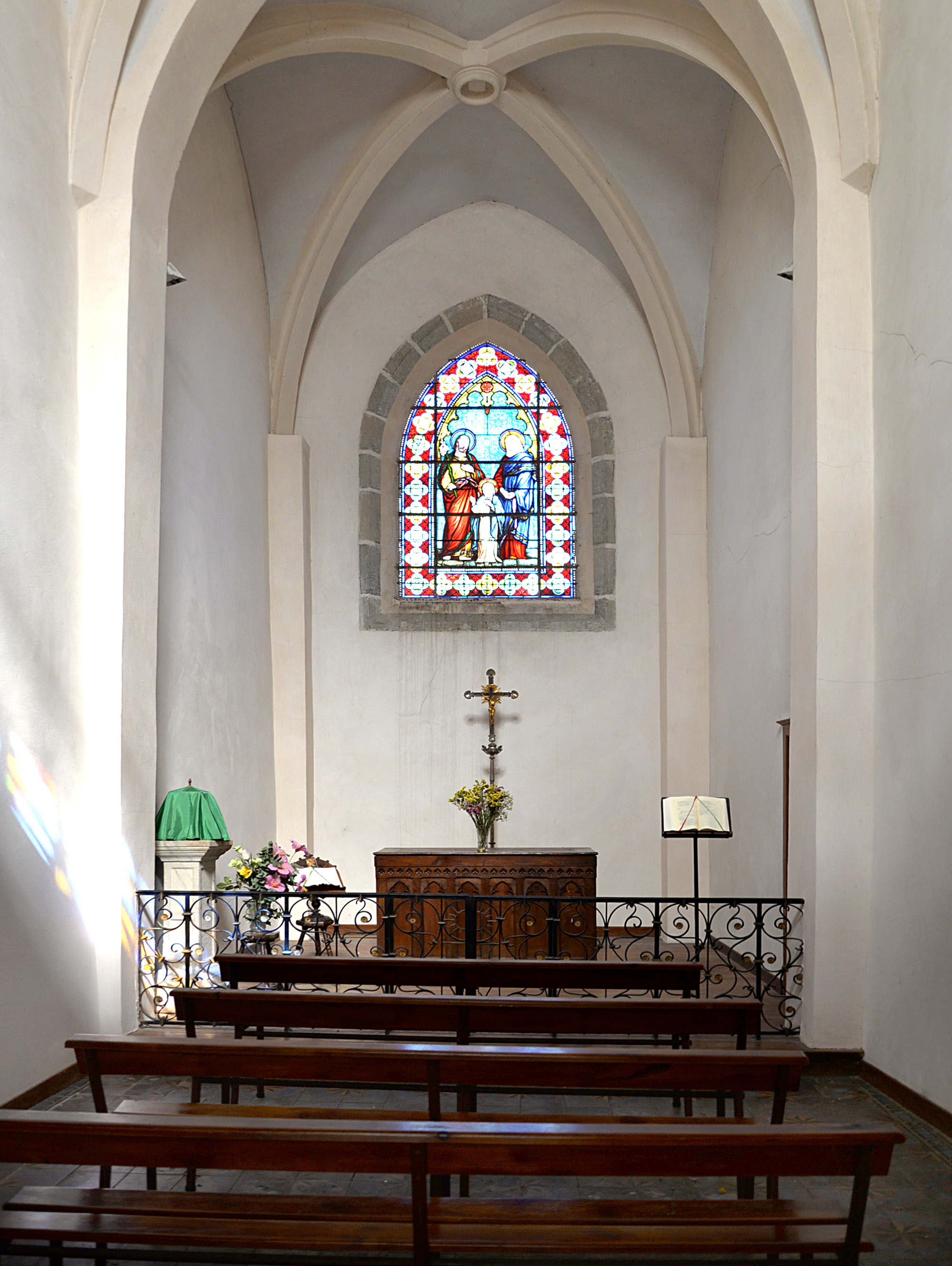
La nef de la chapelle de l’ancien couvent de la Sainte-Famille.

#### Autres lieux et monuments
Outre les monuments répertoriés à l’inventaire des monuments historiques, on peut citer les maisons suivantes :

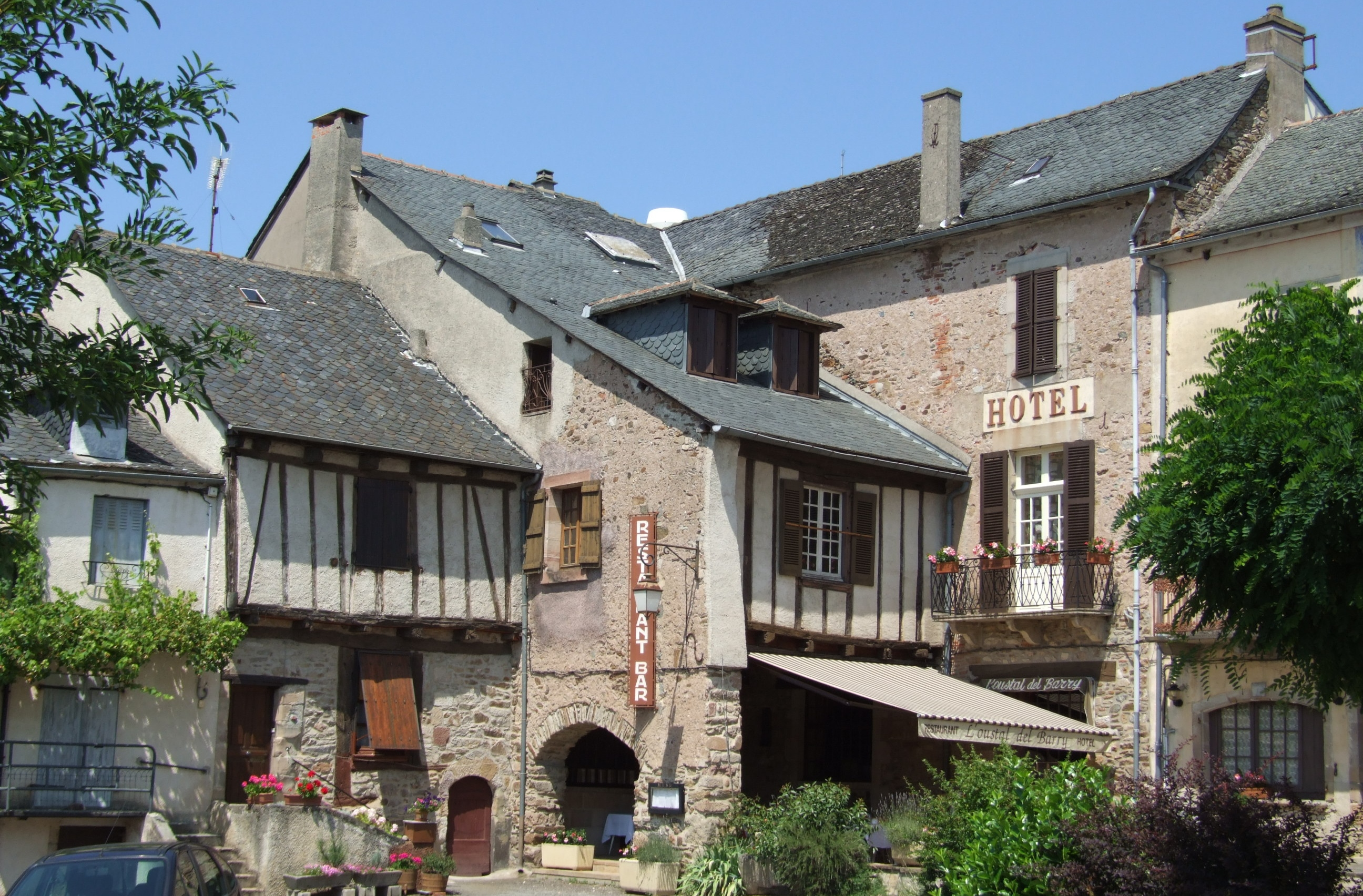
Maison Gauchy
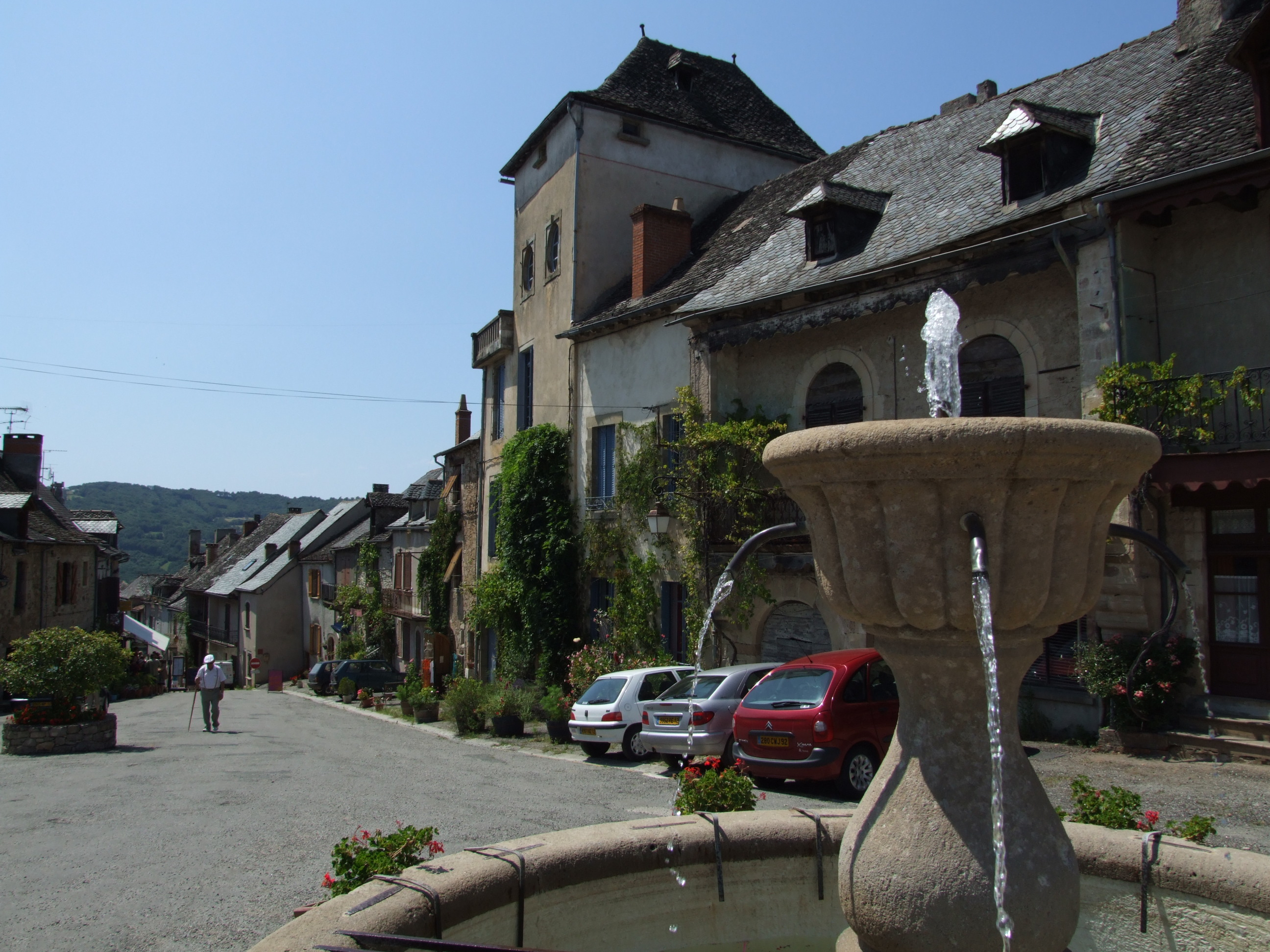
Maison Autheserre
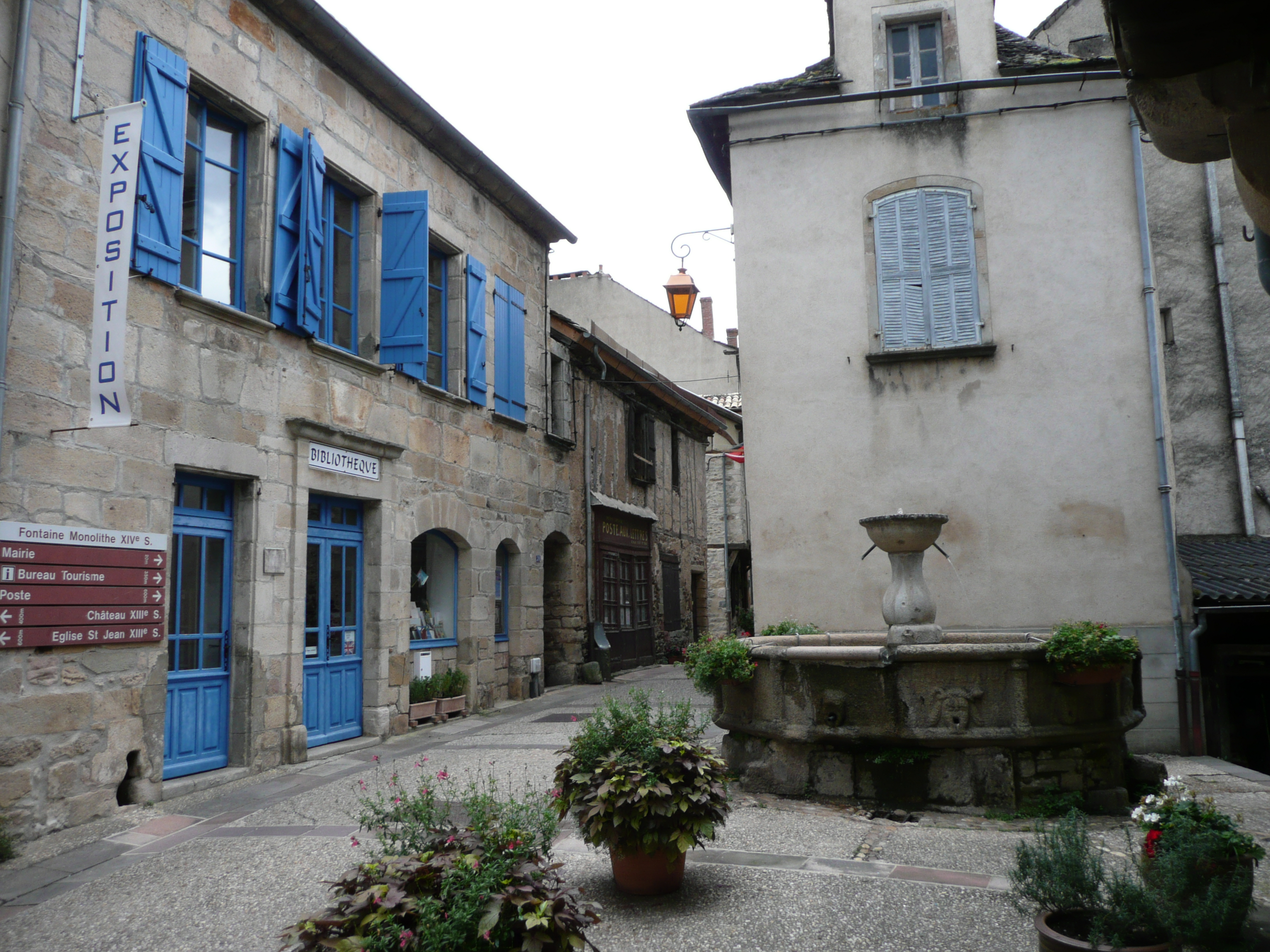
Ancienne Boulangerie
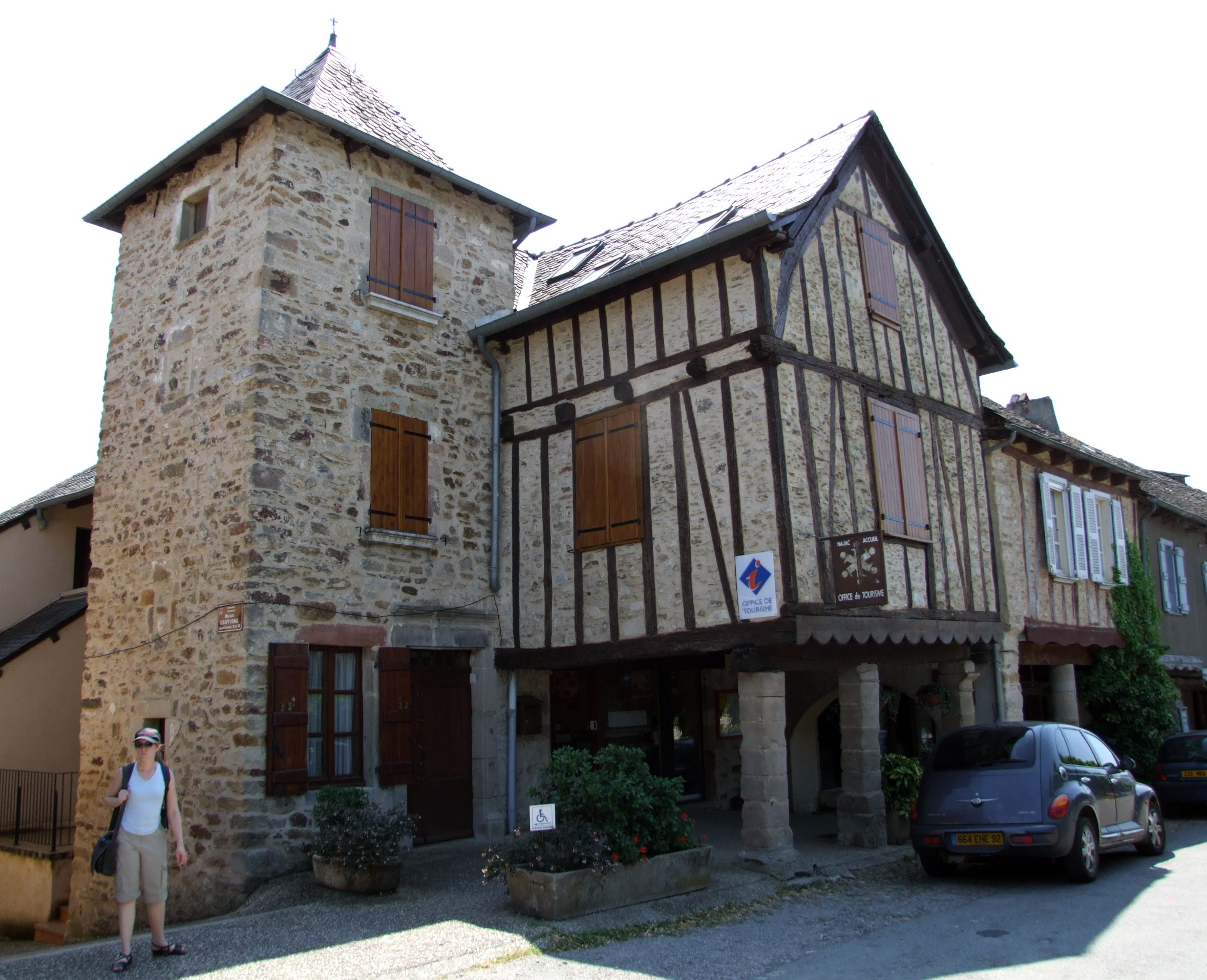
Office de Tourisme

### Patrimoine culturel

#### Labels
Najac est reconnu et distingué par quatre labels [réf. nécessaire]:
- Un des Plus Beaux Villages de France.
- Grand Site de Midi-Pyrénées (en association avec Villefranche-de-Rouergue).
- Pays et Villes d'Art et d'Histoire.
- Station Verte.

#### Gastronomie
La spécialité culinaire est l'Astet najacois et, comme partout en Aveyron, la fouace.

### Najac et les arts

#### Cinéma

##### Films tournés à Najac
- La Vie comme elle va de Jean-Henri Meunier (2003)
- Ici Najac, à vous la terre de Jean-Henri Meunier (2006)
- Y'a pire ailleurs de Jean-Henri Meunier (2011)

##### Films partiellement tournés à Najac
- Le Coq de minuit, (1970)
- Fanfan la Tulipe de Gérard Krawczyk (2003)

### Personnalités liées à la commune
- Vital d'Audiguier, écrivain, natif de Najac vers 1565.
- Alain Peyrefitte, homme politique français natif de Najac en 1925.
- Jean-Henri Meunier, réalisateur français.

### Héraldique
| Blason de la commune de Najac | Les armes de la commune de Najac se blasonnent ainsi : De gueules à la tour d'argent, au chef cousu d'azur à trois fleurs de lis d'or. |